# Silbermöwe

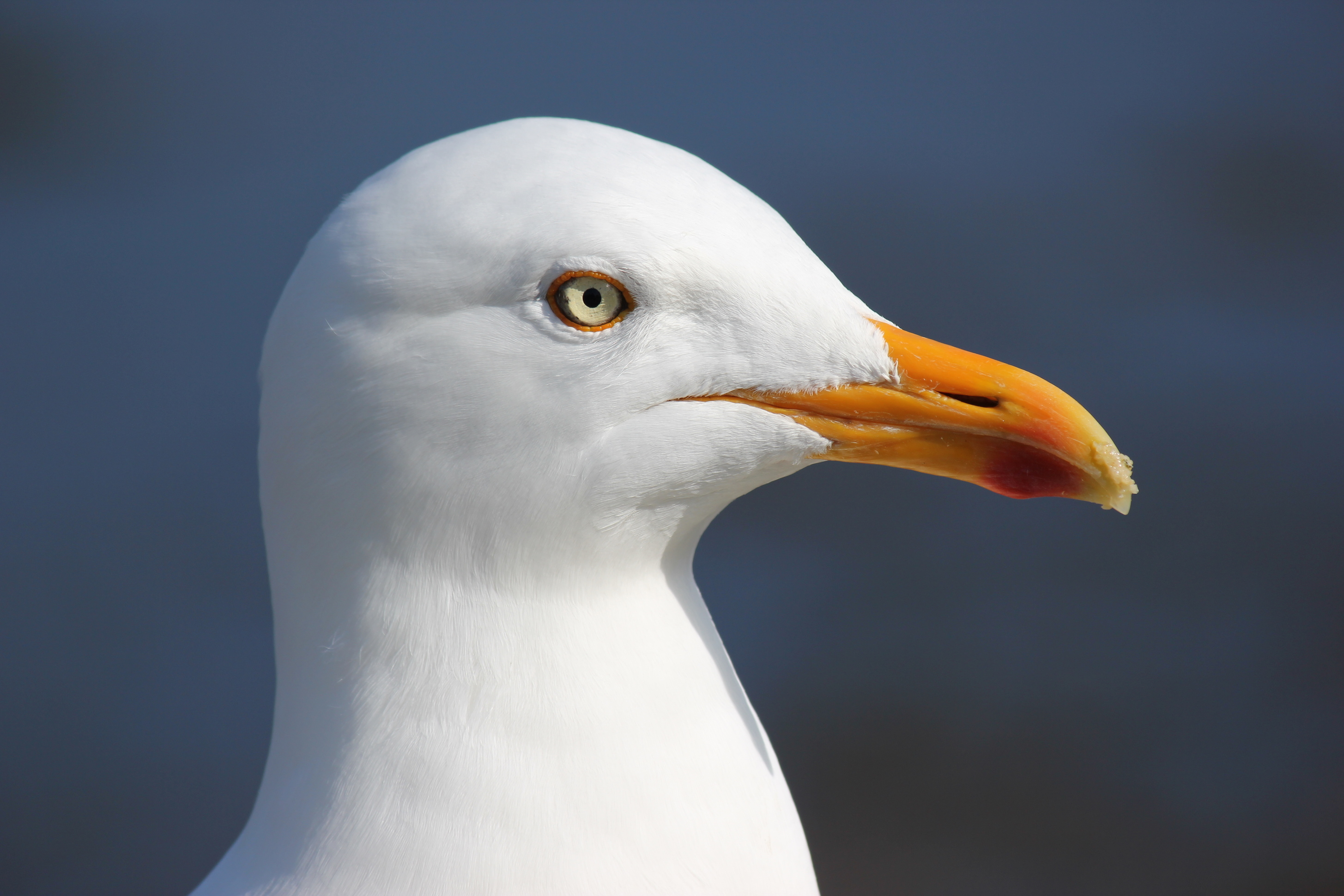
Silbermöwe im Profil

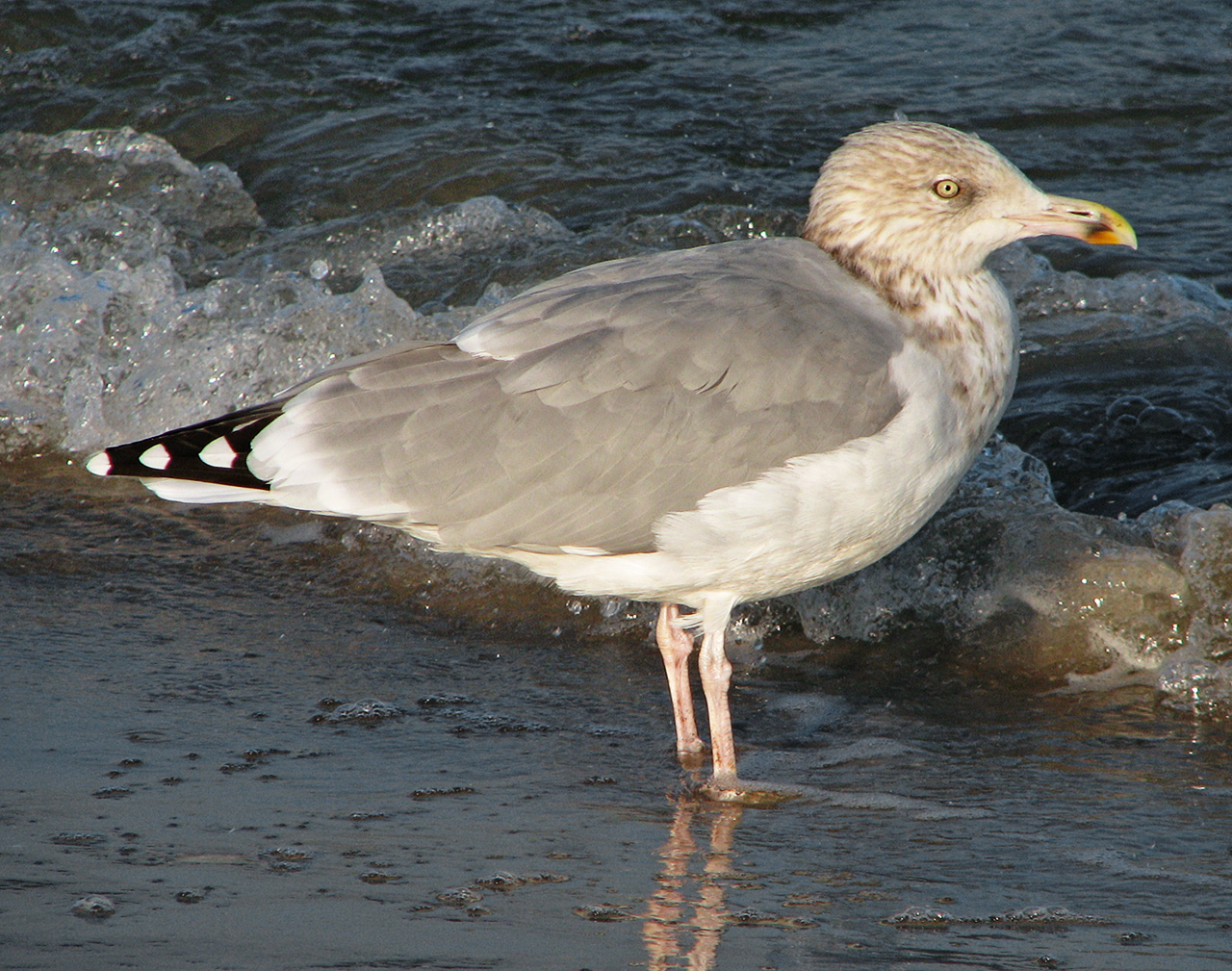
Silbermöwe im Schlichtkleid (vermutlich vierter Winter)

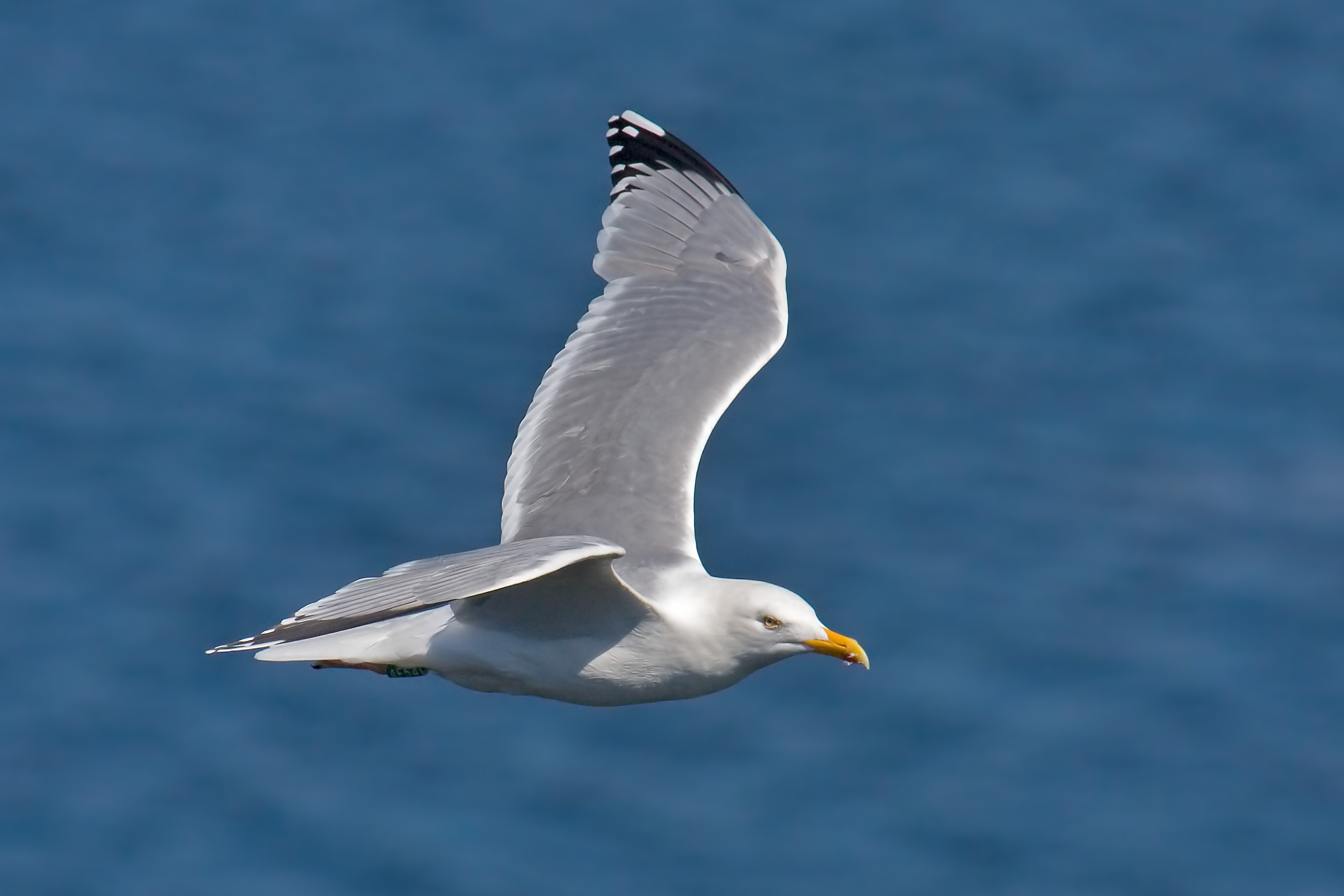
Fliegende Silbermöwe mit gut sichtbarem Handschwingenmuster

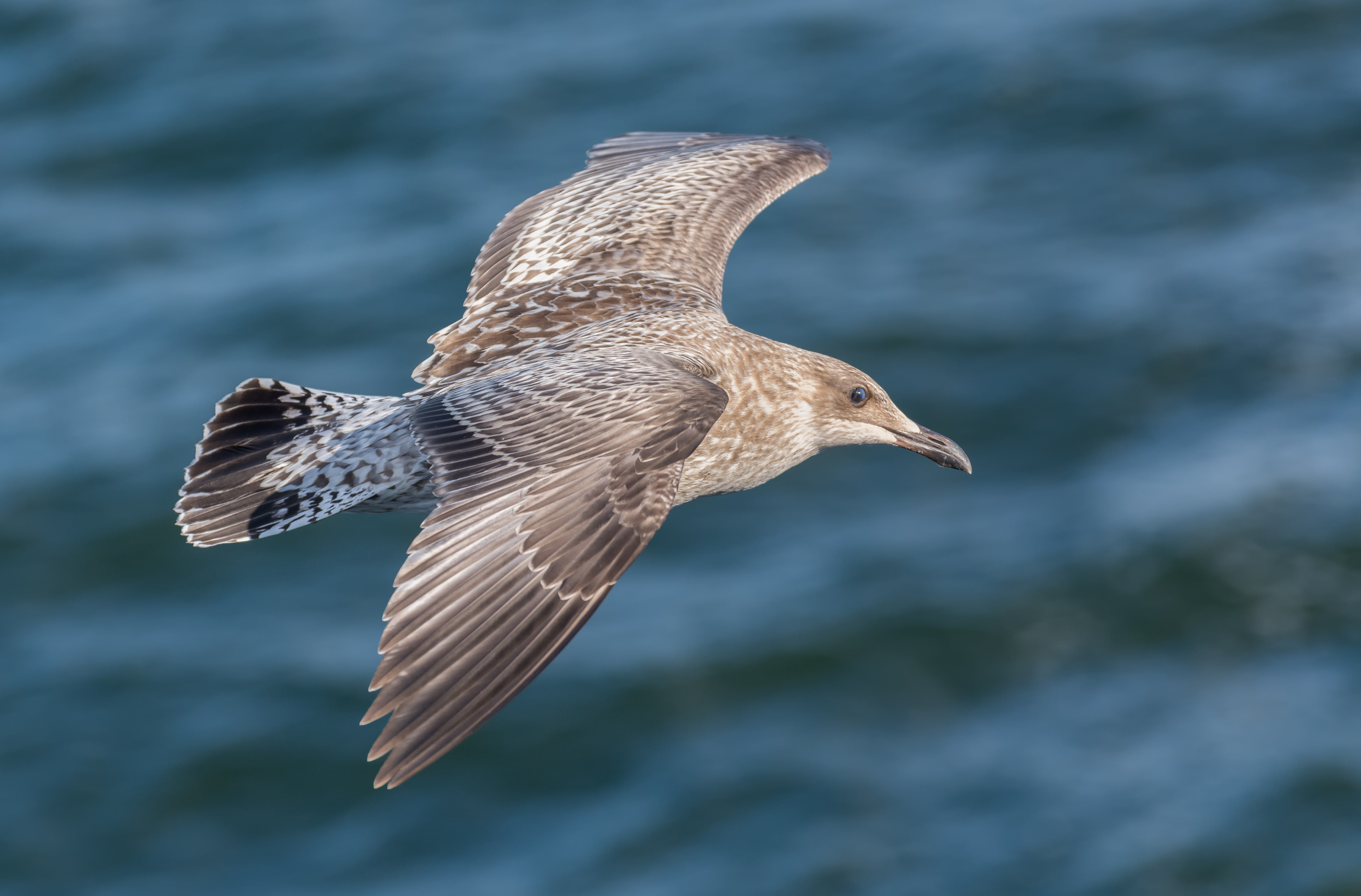
Junge Silbermöwe in schnellem Flug

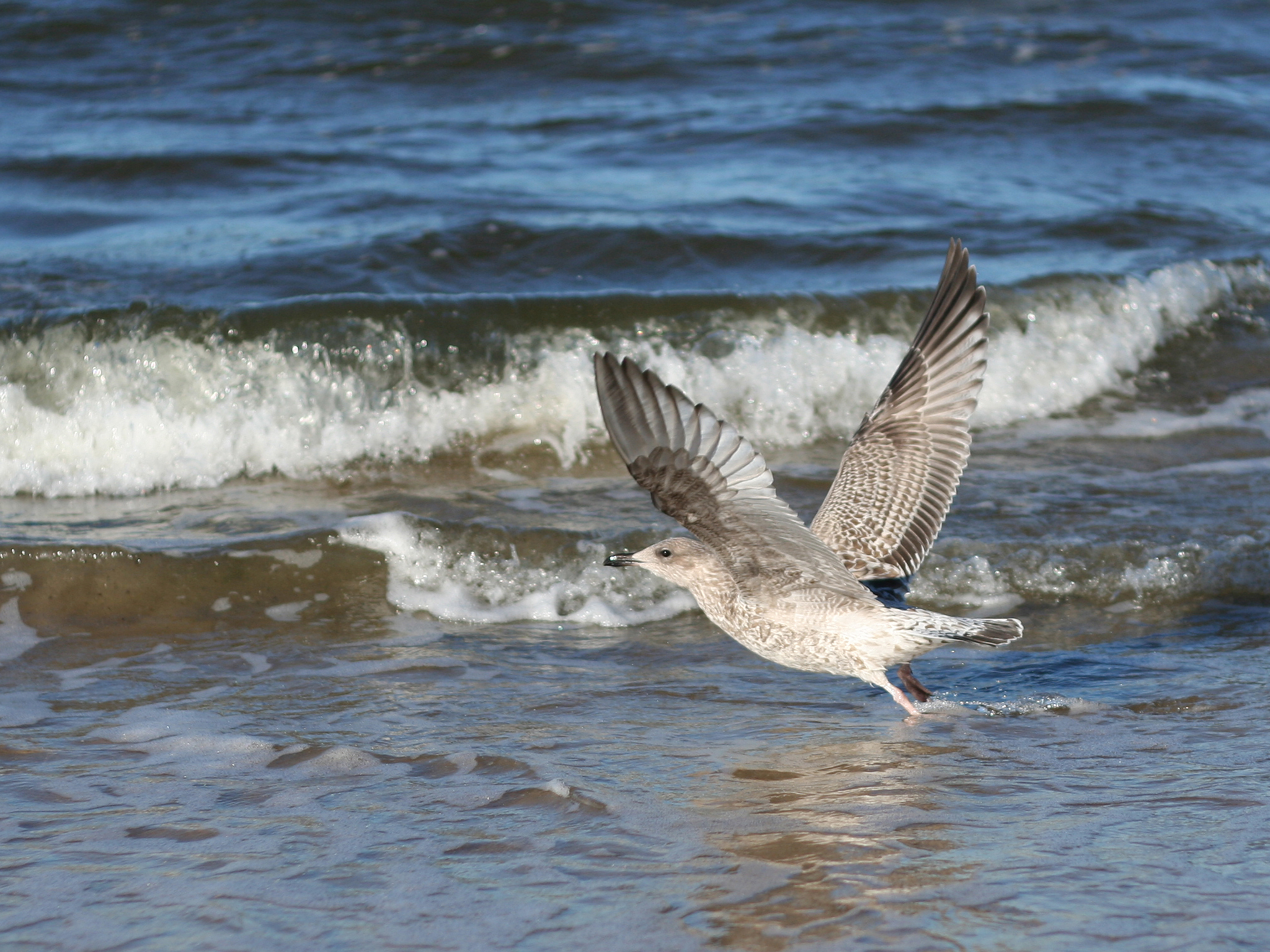
Silbermöwe im Jugendkleid. Gut zu erkennen ist das typische helle Feld, das von den Basen der inneren Handschwingen gebildet wird. Im Unterschied zur Steppenmöwe sind die Armdecken relativ einheitlich gefärbt, die auffälligen Querbänder fehlen.

Die Silbermöwe (Larus argentatus) ist eine Vogelart innerhalb der Möwen (Larinae) und die häufigste Großmöwe in Nord- und Westeuropa. Ihr Verbreitungsgebiet erstreckt sich vom Weißen Meer über die Küsten Fennoskandiens, der Ostsee, der Nordsee und des Ärmelkanals sowie über große Teile der Atlantikküste Frankreichs und der Britischen Inseln. Außerdem kommt die Art auf Island vor.
Silbermöwen sind Koloniebrüter, deren Brutplätze meist auf unzugänglichen Inseln oder an Steilküsten liegen. Vielerorts brütet die Art aber auch in Dünengebieten oder Salzwiesen. Sie ist wie die meisten Möwen ein Allesfresser, ernährt sich aber vor allem von Krebs- und Weichtieren, Fischen und menschlichen Abfällen. Während die nördlichen Populationen Zugvögel sind, verbleiben die meisten übrigen Silbermöwen in der Nähe ihrer Brutgebiete. Vor allem junge Silbermöwen wandern jedoch teils große Strecken und sind dann auch weit im Binnenland zu finden. Nachdem die Art im 19. Jahrhundert durch Absammeln der Eier und Bejagung stark dezimiert worden war, erholten sich die Bestände im Laufe des 20. Jahrhunderts.
Die Silbermöwe ist häufig Gegenstand der Forschung gewesen und als Art sehr gut untersucht. Insbesondere der Verhaltensforscher Nikolaas Tinbergen hat sich ausführlich mit ihr auseinandergesetzt. Bis zum Ende des 20. Jahrhunderts wurden viele, heute als eigene Arten anerkannte Möwentaxa als Unterarten der Silbermöwe angesehen. Der Evolutionsbiologe Ernst Mayr zog daher die Silbermöwe als Beispiel für die Theorie der Ringspezies heran. Nach einer gründlichen Revision der Systematik der Möwen zu Anfang des 21. Jahrhunderts stellen sich die Verhältnisse jedoch sehr viel differenzierter dar. In den 1990er Jahren wurden zunächst die Steppen-, die Mittelmeer- und die Armeniermöwe zeitweilig als „Weißkopfmöwe“ abgegliedert, später als eigene Arten aufgestellt. Etwa 2005 wurden auch der Unterart smithsonianus als Amerikanischer Silbermöwe (Larus smithsonianus) und der Unterart vegae als Ostsibirienmöwe (Larus vegae) Artstatus zugebilligt. Die Silbermöwe in ihrer heutigen Definition ist recht nahe mit der Mittelmeermöwe und der Mantelmöwe, nur entfernt jedoch mit Herings- und Steppenmöwe verwandt. Auch die Amerikanische Silbermöwe steht ihr nicht sehr nahe.

## Beschreibung

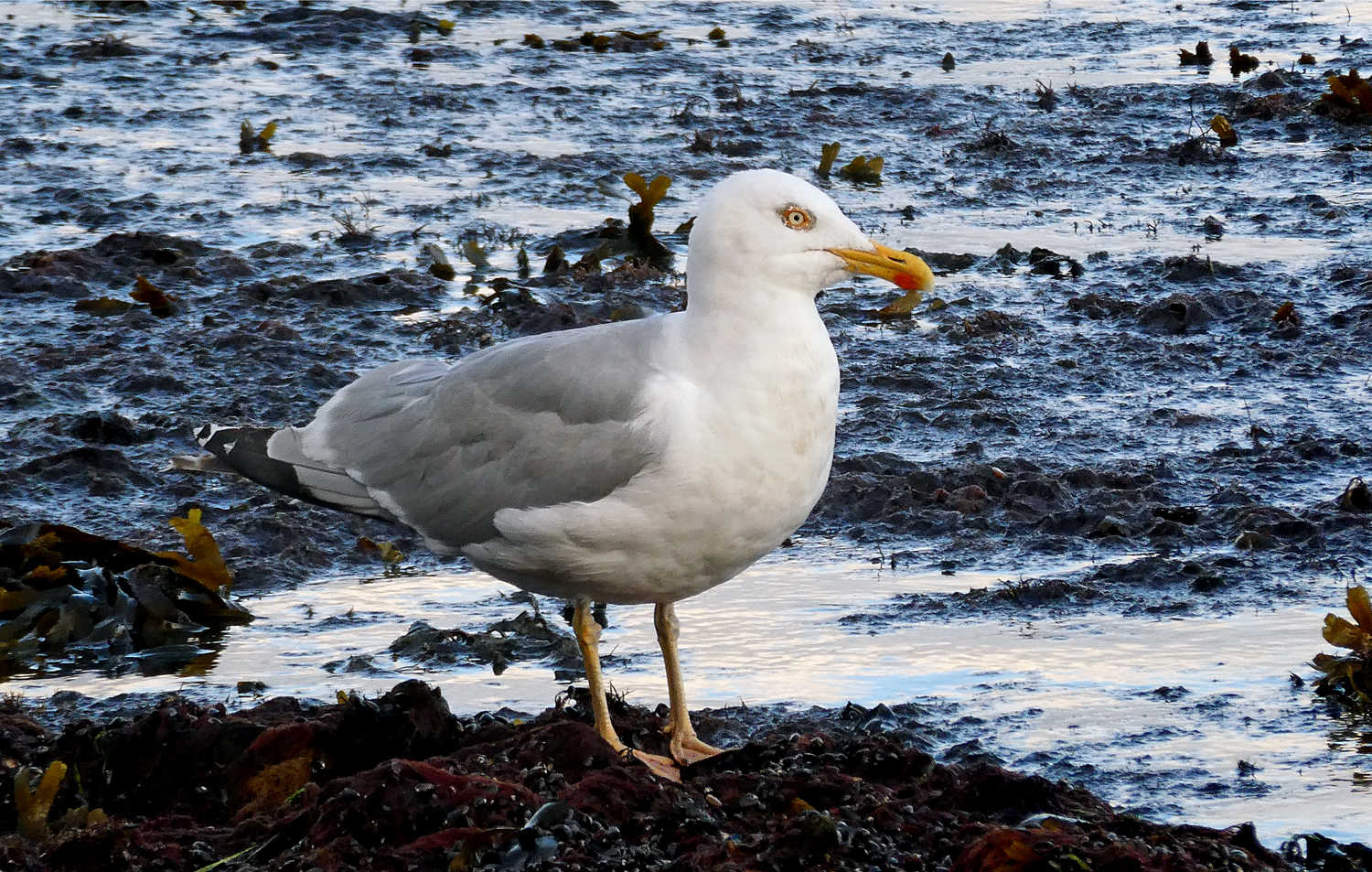
Eine Silbermöwe mit gelben Beinen, sogenannte „Omissus“-Variante

Die Silbermöwe ist mit 55–67 cm etwa so groß wie ein Mäusebussard, die Flügelspannweite ist mit 125–155 cm sogar noch etwas weiter. Der Blick dieser häufigen Großmöwe wirkt etwas grimmig, der höchste Punkt des Scheitels liegt hinter dem Auge. Der relativ klobige Schnabel ist zwischen 44 und 65 mm lang. Die Flügel sind im Vergleich zu anderen Arten der Gattung mittelmäßig lang, sie überragen beim sitzenden Vogel den Schwanz um 3–6 cm. Die Schirmfedern formen auf dem Rücken eine deutliche Stufe, der Körper wirkt relativ füllig. Ein Geschlechtsdimorphismus ist bezüglich des Gefieders nicht ausgeprägt. Männchen sind größer mit einer voluminöseren Schnabelspitze und einer flacheren Stirn, Weibchen wirken kurzschnäbliger mit rundlicher Stirn. Das Brutkleid unterscheidet sich vom Schlichtkleid durch einen gestrichelten Kopf. Junge Silbermöwen sind nach dem vierten Lebensjahr nicht mehr von adulten Vögeln zu unterscheiden. Die Beine und Füße sind in allen Kleidern fleischrötlich, vor allem im Baltikum kommen jedoch auch Individuen mit gelben Beinen vor (s. Geografische Variation).

### Adulte Vögel
Im Prachtkleid ist bei adulten Vögeln der Schnabel gelb mit einem roten Gonysfleck, der im Unterschied zur Mittelmeermöwe auf den Unterschnabel beschränkt ist. Die Iris ist meist schwefelgelb, manchmal auch leuchtend gelb oder weißlich, das Auge mit einem gelben, orangegelben oder auch roten Ring umgeben. Kopf, Hals, Nacken und Unterseite sind wie auch Bürzel und Schwanz reinweiß. Mantel, Rücken und Schulterfedern sind wie auch die Flügeloberseite hell bläulichgrau, bei einigen Vögeln kann die bläuliche Tönung jedoch fehlen. Die Flügelvorderkante ist schmal weiß, die Hinterkante breit weiß gesäumt. Die Spitze des Handflügels ist schwarz mit weißen Flecken im Bereich der Schwingenspitzen. Die äußere, zehnte Handschwinge – die elfte ist verkümmert – ist weitgehend schwarz mit einem Grauanteil an der Basis und ein Stück weit die Innenfahne hinauf. Auf den weiter innen gelegenen Handschwingen wird der Schwarzanteil immer geringer, bis er – bei den meisten Vögeln der deutschen Population auf der fünften Handschwinge – nur noch als schmaler Rest zu sehen ist und auf den übrigen Schwingen fehlt. Zudem sind die Schwingenspitzen weiß. Auf den beiden äußeren Handschwingen ist zudem – durch ein subterminales, schwarzes Band von der Spitze getrennt – ein weiteres weißes Feld vorhanden. Auf dem zusammengelegten Flügel wirken die weißen Spitzen wie eine Reihe rundlicher Punkte.
Im Winterkleid ist das weiße Gefieder des Kopfes bei adulten Vögeln mit graubraunen Stricheln durchsetzt. Die Strichelung variiert individuell, reicht aber oft bis auf den Hals und die vordere Brust. Auf dem Schnabel zeigt sich etwas Schwarz über oder neben dem roten Gonysfleck.

### Subadulte Vögel

#### Jugendkleid
Das Jugendkleid der Silbermöwe wirkt insgesamt graubraun. Der Schnabel ist schwärzlich mit schwach aufgehellter Unterschnabelbasis, das Auge dunkel. Kopf und Unterseite sind auf weißlichem Grund durch dunkelbraune Schaftstriche und Federzentren diffus dunkel gestrichelt. Die dunkle Strichelung verdichtet sich um das Auge, wird an den Flanken kräftiger und auf den Unterschwanzdecken zur markanten Bänderung. Mantel- und Schulterfedern wirken durch dunkelbraune Federzentren und beige Säume kräftig und regelmäßig geschuppt. Vor allem zum unteren Rücken und den Oberschwanzdecken hin finden sich Federzentren mit eichenblattähnlich gewellten Rändern, Bogenzeichnung oder Bänderung, wie auch auf den recht variablen Schirmfedern. Die Armdecken tragen auf beigem Grund dunkle Binden. Die dunkelbraunen Armschwingen weisen einen weißen Spitzensaum und eine hell graubraune Innenfahne auf. Die Federn des Handflügels sind bis auf die hellgraubraun aufgehellten inneren Handschwingen schwarzbraun mit schmalen, weißlichen Säumen. Die Steuerfedern zeigen hinter einem feinen, weißen Spitzensaum im distalen Drittel eine dunkelbraune Färbung, die im mittleren oder basalen Drittel in eine dunkle Bänderung auf weißem Grund übergeht, so dass der Schwanz eine dunkle Binde zeigt, die sich als grobe Bänderung zur weißen Basis hin auflöst.

#### Erster Winter
Das erste Schlichtkleid unterscheidet sich vom Jugendkleid in erster Linie durch die Schulter- und Rückenfedern. Diese zeigen über hellen Säumen beige bis warmbraune Zentren, die von einer schmalen, dunklen Subterminalbinde begrenzt sind und im mittleren Federteil pfeilförmige Schaftflecken oder dunkle Querbänder aufweisen. Schultern und Rücken wirken also nicht mehr geschuppt, sondern feiner gebändert. Kopf Hals und Brust wirken heller, weisen aber immer noch – vor allem um das Auge und auf dem Scheitel – dunkle Strichel sowie auf der Brust eine dunkle Fleckung auf. Für gewöhnlich hellt sich die Schnabelbasis ab Herbst etwas auf.

#### Zweiter Winter
Vögel im zweiten Winter ähneln denen im ersten Winter, sind allerdings an Kopf, Hals und Unterseite meist deutlich heller. Die Bänderungen auf den Federn des vorderen Rückens und der Schultern sind breiter und bei manchen Vögeln mischen sich bereits hellgraue Federn in das Rückengefieder – bei manchen Individuen können sie auch stark überwiegen. Die Zeichnung der großen Armdecken wirkt diffuser und besteht aus feinen Bekritzelungen. Die kleinen Armdecken zeigen nicht mehr die dunklen Zentren des Jugendkleids, sondern sind gebändert. Ebenso sind die Schirmfedern nicht mehr überwiegend dunkel, sondern durch helle Bänderungen aufgehellt. Ein gutes Unterscheidungsmerkmal zum ersten Winterkleid stellen die Schwingen dar, die eher schwärzlich als dunkelbraun sind und vor allem auf dem zusammengelegten Flügel markante, helle und halbmondförmige Endsäume zeigen. Auf den Steuerfedern verläuft die dunkle Subterminalbinde nicht mehr streifig in die weiße Federbasis, sondern eher marmoriert. Ein weiteres Altersmerkmal ist die Färbung des Schnabels, bei dem zumindest eine helle Spitze ausgeprägt ist, bei einigen Individuen aber bereits eine ausgedehnt fleischfarbene Basis. Die Iris ist bei vielen Vögeln ebenfalls deutlich aufgehellt.

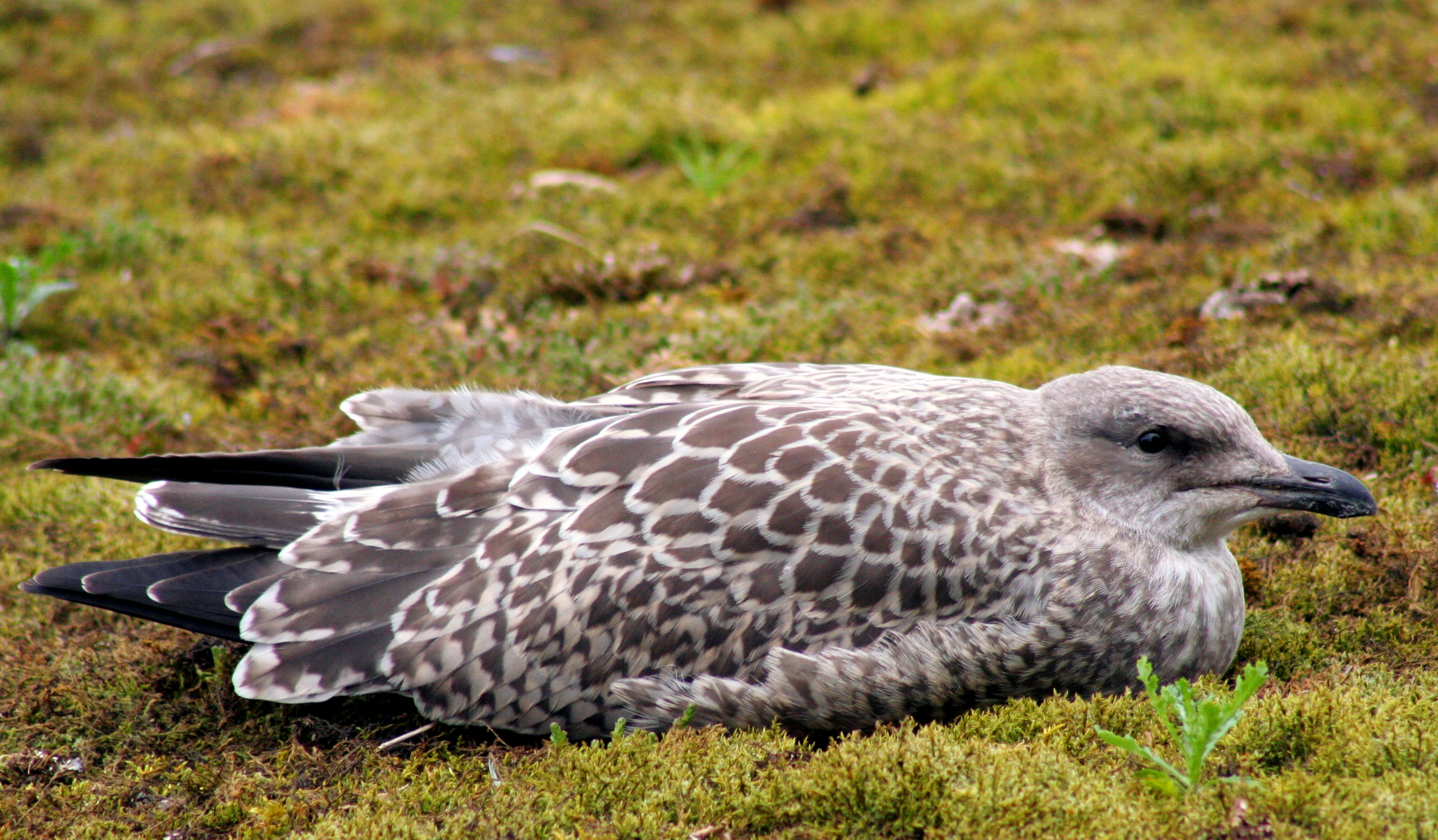
Silbermöwe im Jugendkleid
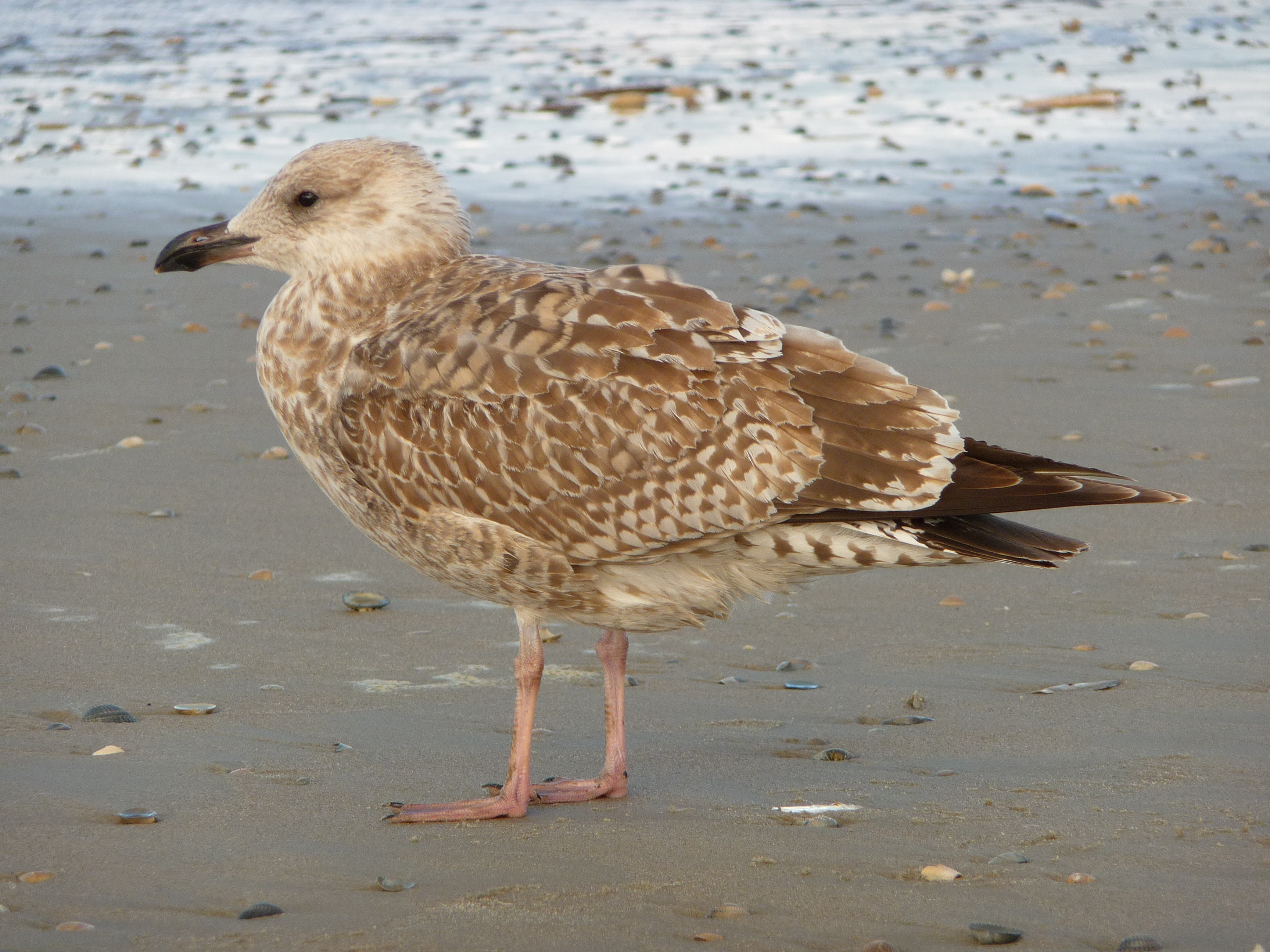
Silbermöwe im Übergang zum ersten Winterkleid
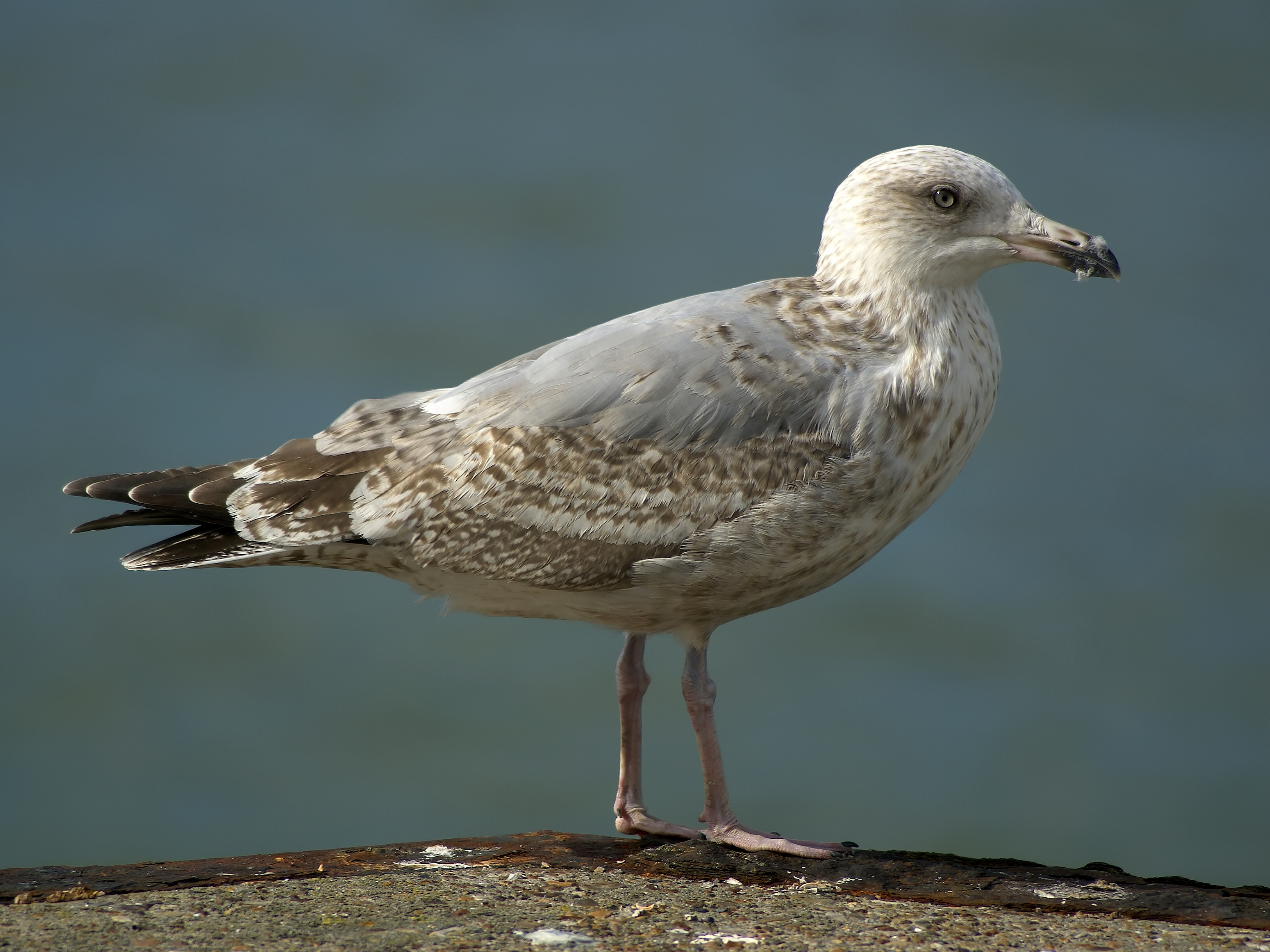
Silbermöwe im zweiten Winter

## Lautäußerungen

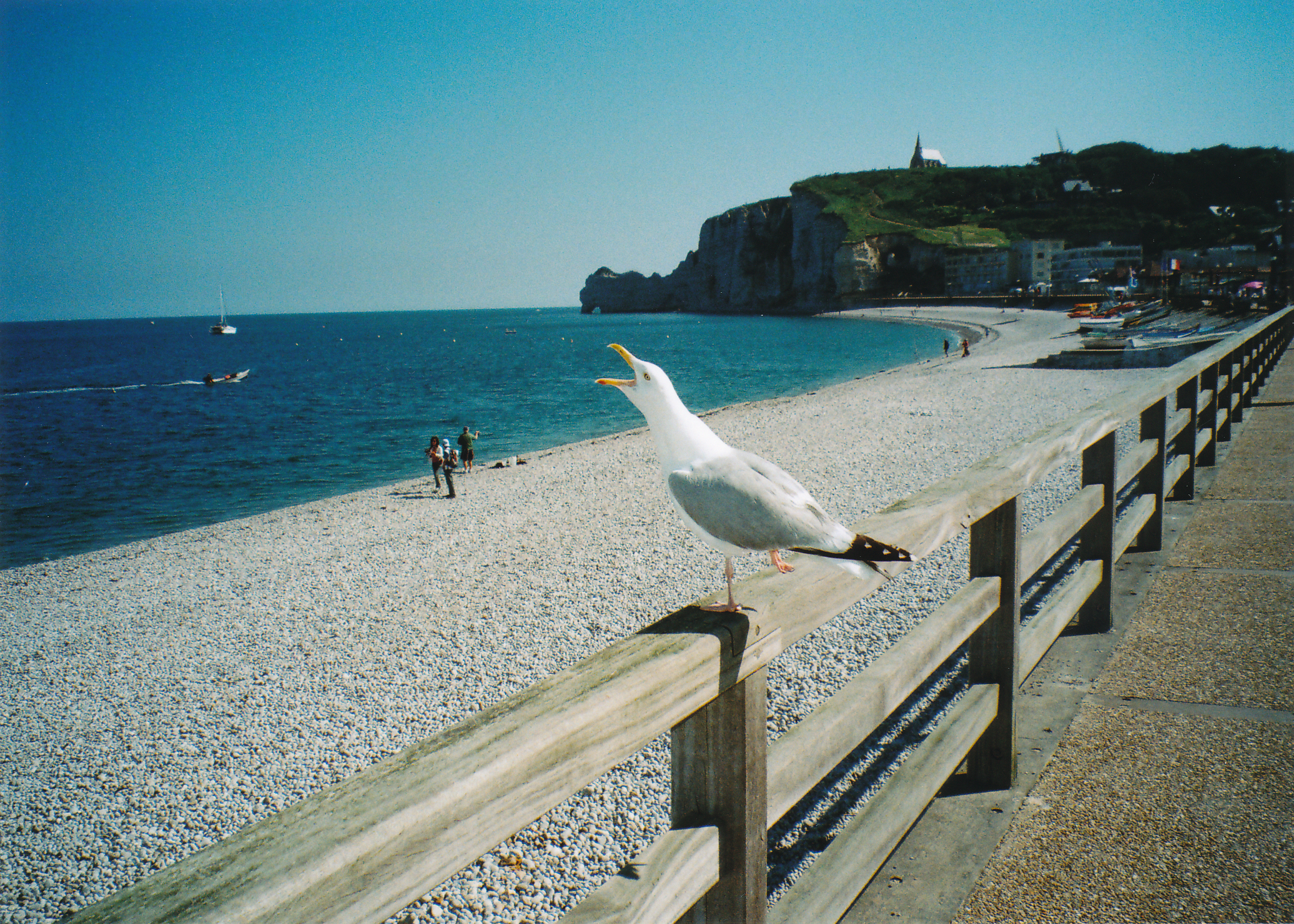
„Jauchzende“ Silbermöwe

Das Spektrum an stimmlichen Äußerungen ist bei der Silbermöwe – wie auch bei allen anderen Arten der Gattung Larus – sehr breit und die Bedeutung der Rufe teilweise sehr komplex. Manche werden recht universell eingesetzt und variieren je nach Situation in Intensität, Betonung, Dauer oder Tempo, andere treten nur in Verbindung mit bestimmten Verhaltensweisen auf.
Der Hauptruf (Hörbeispiel) ist ein helles bis gellendes, herabgezogenes kiu oder kiau. Er ist besonders variabel und tritt in vielen Situationen auf. Er drückt Erregung unterschiedlicher Intensität bis hin zu Alarm aus oder soll einfach die Aufmerksamkeit anderer Individuen wecken. Eine Funktion als typischer Kontaktruf ist nicht zu beobachten. Beim Schauflug vor der Brutzeit ist eine besonders langgezogene und klagende Variante, der so genannte „Wolllustruf“ zu vernehmen. Bei Angriffen gegen Prädatoren klingt er kurz und scharf (charge call).
Eine weitere alarmierende Lautäußerung ist der „Stakkatoruf“ (Hörbeispiel), ein tiefes und gackerndes ha-ha-ha oder gä-gä-gäg. Es drückt Fluchtbereitschaft aus oder animiert andere Individuen und insbesondere Jungvögel zur Flucht. Entscheidend ist hierbei der Rhythmus, denn Jungvögel reagieren im Experiment auch auf ein entsprechendes Klopfen.
Das Jauchzen der Silbermöwe (Hörbeispiel) kann mit aau aau au kjiiiau kjau kjau beschrieben werden. Es wird meist von einigen tief bellenden Lauten eingeleitet, denen ein sehr erregter, hoher Laut und dann eine in Intensität und Tonhöhe absteigende Rufreihe folgt. Das einleitende Bellen, das auch mit hau oder bau beschrieben werden kann, ist auch separat als Aufforderung zum Abfliegen zu vernehmen. Im Flug wird es mit den Flügelbewegungen synchronisiert und ist dann ein zweisilbiges aa-o.
Der „Katzenruf“ (mew call, Hörbeispiel) klingt wie das langgezogene Miauen einer Hauskatze. Er ist vor allem in Brutkolonien zu hören und drückt ein positives Verhältnis zu Partner, Nest und Jungen aus.
Beim Anlegen einer Nestmulde ist ein merkwürdig gutturaler Laut zu hören. Aufgrund der stereotypen Schnabelbewegungen, die währenddessen erfolgen, wird er „Stößellaut“ (choking call) genannt. Es handelt sich um ein tiefes huo-huo-huo, bei dem der Zungenknochen abgesenkt wird, so dass die Physiognomie der Vögel dabei einen eigentümlichen Ausdruck bekommt. Zudem wird die Brust rhythmisch bewegt. Das gesamte Verhalten kann auch in Zusammenhang mit Aggressivität gegen Artgenossen auftreten.
Im Zusammenhang mit dem Balzgeschehen ist der „Schnappruf“ (begging call) zu vernehmen – ein weiches, melodisches, individuell recht variables und zweisilbiges a-i. Das Weibchen leitet damit die Balzfütterung ein, von beiden Geschlechtern kann man ihn vor der Kopulation hören. Er entwickelt sich aus dem Bettelruf der Jungvögel. Während der Kopulation äußert das Männchen ein krächzendes, an- und abschwellendes Gackern, das dem Stößellaut ähnelt.
Von Jungvögeln sind verschiedene Laute zu vernehmen – so ein zartes, melodisches wüi-a oder hüi als Stimmfühlungs- und Beschwichtigungslaut, ein scharfes, intensives tschä-lä-lä oder tschi-li-li als „Bettelweinen“ von jüngeren Küken und eine nasal-tremolierende Reihe (Hörbeispiel) als Stimmfühlungs- und Flugruf von älteren Jungen.

Brutverbreitung und Unterarten der Silbermöwe. Dunkelrot: L. a. argenteus, Orange: L. a. argentatus, Gelb: Überlappungsgebiet beider Unterarten

## Verbreitung
Seit der Abgliederung der nordamerikanischen und der ostsibirischen Unterart als eigene Arten beschränkt sich die Verbreitung der Silbermöwe auf Nord- und Westeuropa. Sie kommt hier auf den Färöern, an den Küsten Islands und der Britischen Inseln vor sowie an der französischen Biskayaküste südwärts bis zur Gironde, an den Küsten der Bretagne, der Normandie und des Ärmelkanals, an den Küsten von Nord- und Ostsee sowie von Fennoskandien und dort bis an die Murmanküste. Im Süden Fennoskandiens schließt die Brutverbreitung weite Teile des Binnenlands ein.

## Wanderungen
Die Silbermöwe ist meistenteils Stand- und Strichvogel, lediglich die nördlichen Populationen sind Teilzieher. Viele Populationen überwintern nahe der Brutorte, wo sie sich an nahrungsreichen Orten wie Fischereihäfen oder Mülldeponien aufhalten. Hier kann es zu Ansammlungen von bis zu 20.000 Vögeln kommen. Vögel im ersten Winter neigen durchschnittlich stärker als adulte Vögel zur Dispersion und legen oft größere Strecken zurück. Am weitesten verstreichen aber Vögel im zweiten Winter. Ab dem folgenden Frühjahr setzt bei diesen Vögeln dann wieder verstärkter Heimzug ein.
Die Vögel Nordnorwegens, Nordrusslands und Nordfinnlands ziehen regelmäßig weite Strecken und überspringen dabei südlichere Populationen. Ihre Überwinterungsgebiete erstrecken sich von Südskandinavien bis zu den Britischen Inseln. Die Binnenlandpopulationen Südskandinaviens räumen ihre Brutgebiete im Winter fast vollständig und sind dann an den Küsten zu finden. Einige Südskandinavische und baltische Vögel wandern teils kurze Strecken in südwestlicher oder westlicher Richtung.
Insgesamt reicht das Hauptüberwinterungsgebiet der Silbermöwe vom südwestlichen Ostseeraum und Südnorwegen bis zu den Britischen Inseln im Westen und zur Loire in Frankreich, bzw. an der Biskayaküste bis zur Gironde. In den Niederlanden, Norddeutschland, Nordpolen und den baltischen Staaten findet sich die Art auch relativ weit im Binnenland. In Westeuropa kommt sie zerstreut noch bis zur Iberischen Halbinsel vor und kleine Zahlen finden sich regelmäßig in Oberitalien ein. Irrgäste wurden bis in den östlichen Mittelmeerraum und sogar in Neufundland festgestellt.
Adulte Silbermöwen verlassen ihre Brutkolonien gleich nach dem Flüggewerden der Jungen, diesjährige verweilen offenbar etwas länger. Im Spätsommer und Herbst versammeln sich große Zahlen im deutsch-niederländischen Wattenmeer (Ansammlungen bis zu 50.000 Vögeln) und im Nordwesten Jütlands (bis zu 20.000). Im Binnenland taucht die Art ab August zerstreut und ab Ende Oktober in größerer Zahl auf. Zugvögel aus Skandinavien ziehen vorwiegend zwischen September und November; in Deutschland ist ein Zuggipfel im Oktober/November zu spüren. Der Zug ist weitgehend ab Ende November abgeschlossen, lediglich Dispersionen finden dann noch statt. Im Dezember und Januar verlassen in einigen Jahren viele Überwinterer das kontinentale Europa wegen zufrierender Gewässer und verstreichen ins westliche Mitteleuropa und zu den Britischen Inseln, wo zwischen Mitte Dezember und Mitte Februar Höchstzahlen (bis etwa 380.000) erreicht werden. Brutvögel kehren ab Januar zu den Brutplätzen zurück; Nichtbrüter halten sich teils auch noch im März im Binnenland auf. In kleiner Zahl sind übersommernde, vorwiegend subadulte Vögel an Binnengewässern zwischen Mai und August anzutreffen.

## Geografische Variation
Es werden zwei Unterarten anerkannt, von denen die westlich verbreitete Unterart L. a. argenteus sich im Adultkleid von der Nominatform durch eine Kombination aus relativ heller Oberseite und ausgedehnterem Schwarz auf der Flügelspitze unterscheidet. Im Baltikum und in Westrussland gab es bis in die 1950er Jahre eine Population von Silbermöwen, bei der alle adulten Vögel gelbe Beine hatten. Diese wurde zeitweise als Unterart omissus geführt und später dann der „Weißkopfmöwe“ (L. cachinnans) zugerechnet. Ab den 1960er Jahren vermischten sich aber diese Populationen mit westlicheren Vögeln, so dass diese Form heute fast erloschen ist und nur noch wenige gelbbeinige Individuen auftreten.
- L. a. argenteus C. L. Brehm, 1822 – Island, Färöer, Britische Inseln und Westfrankreich bis Westdeutschland
- L. a. argentatus Pontoppidan, 1763 – Dänemark und Fennoskandien bis zur Murmanküste

## Lebensraum

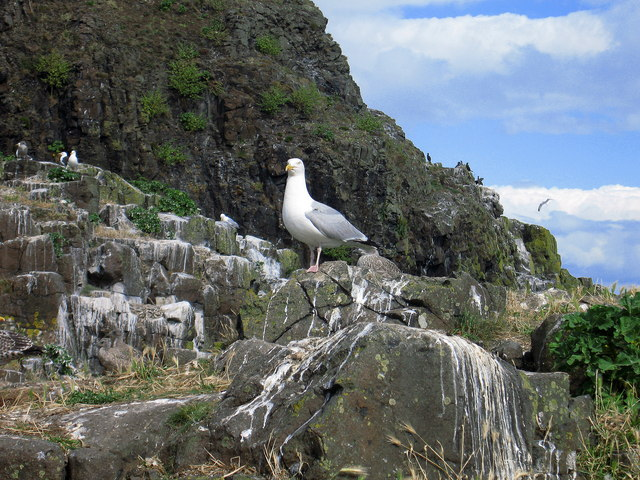
Bevorzugt brütet die Silbermöwe in gut geschützten Habitaten wie felsigen Küsten.

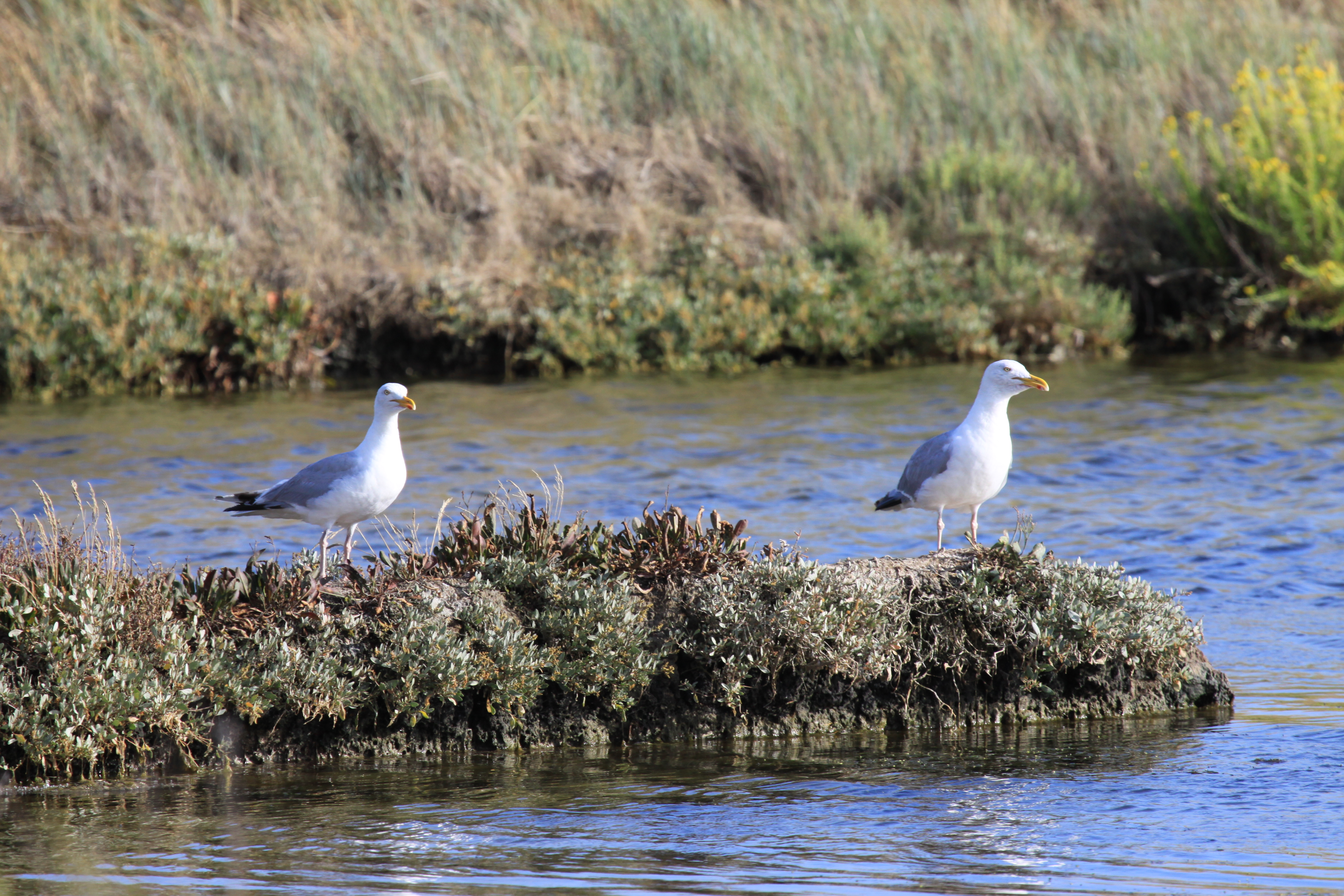
Es werden aber auch viele andere Habitate in Küstennähe als Brutplatz angenommen.

Die Silbermöwe brütet vorwiegend an Küsten und bevorzugt hier Brutplätze, die vor Hochwasser und Bodenfeinden sicher sind. Dies sind im Allgemeinen felsige Steilküsten mit vorgelagerten Inseln und Schären. Wo derartige Strukturen – wie beispielsweise an der deutschen Nordseeküste – fehlen, brütet sie aber auch in Sanddünen und im Deichvorland, auf Spülflächen und Kiesbänken sowie im Inselgrünland und auf Salzwiesen. In den Niederlanden wurden Bruten in Kohlfeldern festgestellt und bisweilen nistet die Art auch auf Gebäuden.
Lediglich in Schweden, Finnland und Nordwestrussland sowie in Teilen des Baltikums brütet die Silbermöwe auch in größerer Zahl im Binnenland. Sie kommt hier in Moor- und Tundralandschaften vor, aber auch an Bergseen bis in 2000 m Höhe.
Ihre Nahrung sucht die Silbermöwe ebenfalls vorwiegend im Bereich der Küste. Sie ist hier häufig an Stränden und im Wattenmeer und selten mehr als 20 km von der Küste entfernt auf dem offenen Meer zu finden. Von besonderer Bedeutung sind jedoch auch ganzjährig Orte, an denen Abfälle eine sichere Nahrungsquelle bieten, wie Mülldeponien, Fischereihäfen und -betriebe, aber auch Schlachthöfe. In geringerer Zahl findet man die Art jedoch auch auf landwirtschaftlichen Nutz- und Überschwemmungsflächen, an Klärteichen und auf Rieselfeldern sowie an Binnengewässern auch im urbanen Umfeld.

## Ernährung

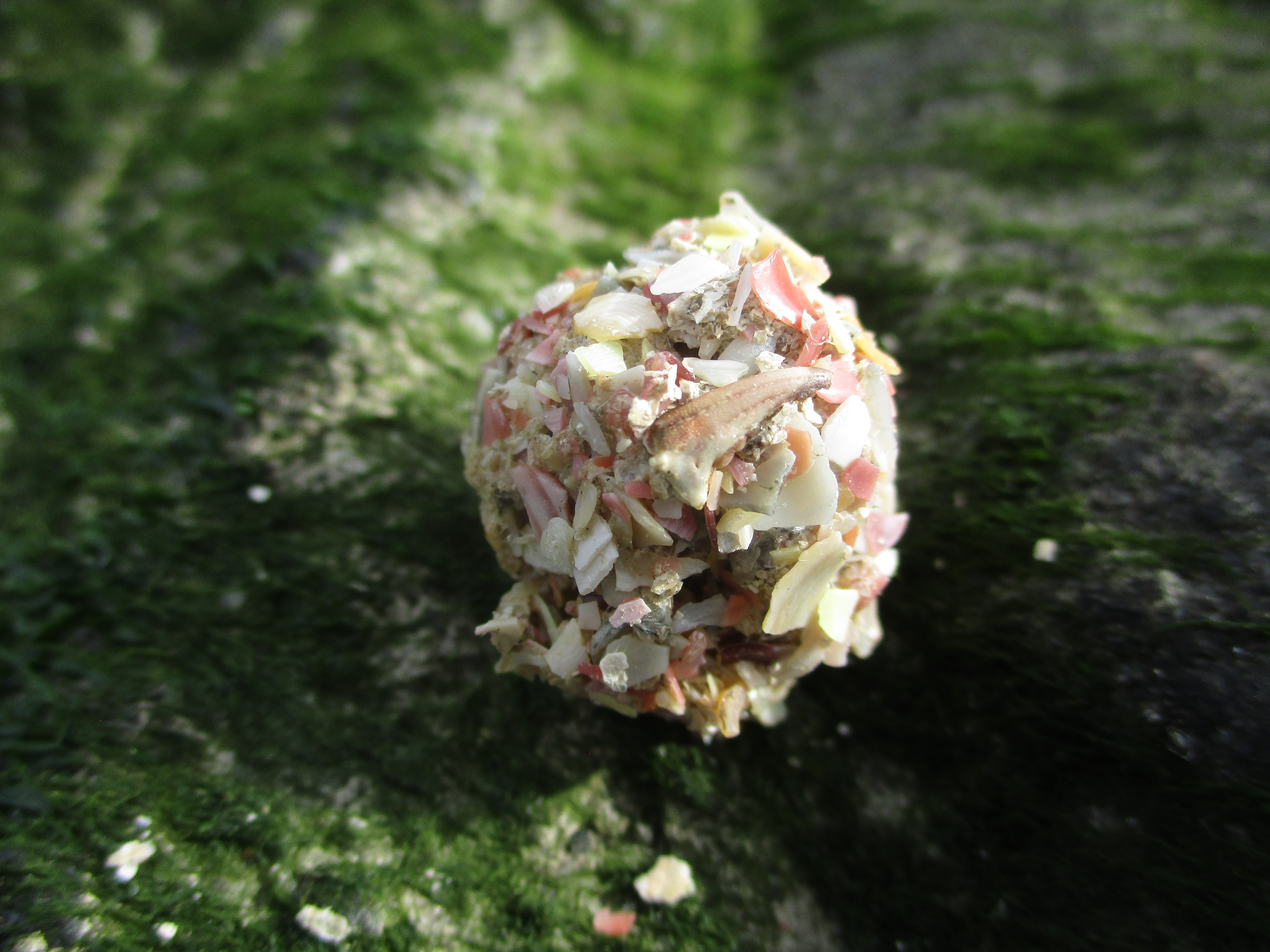
Würgeballen geben Hinweise auf die Ernährung von Silbermöwen

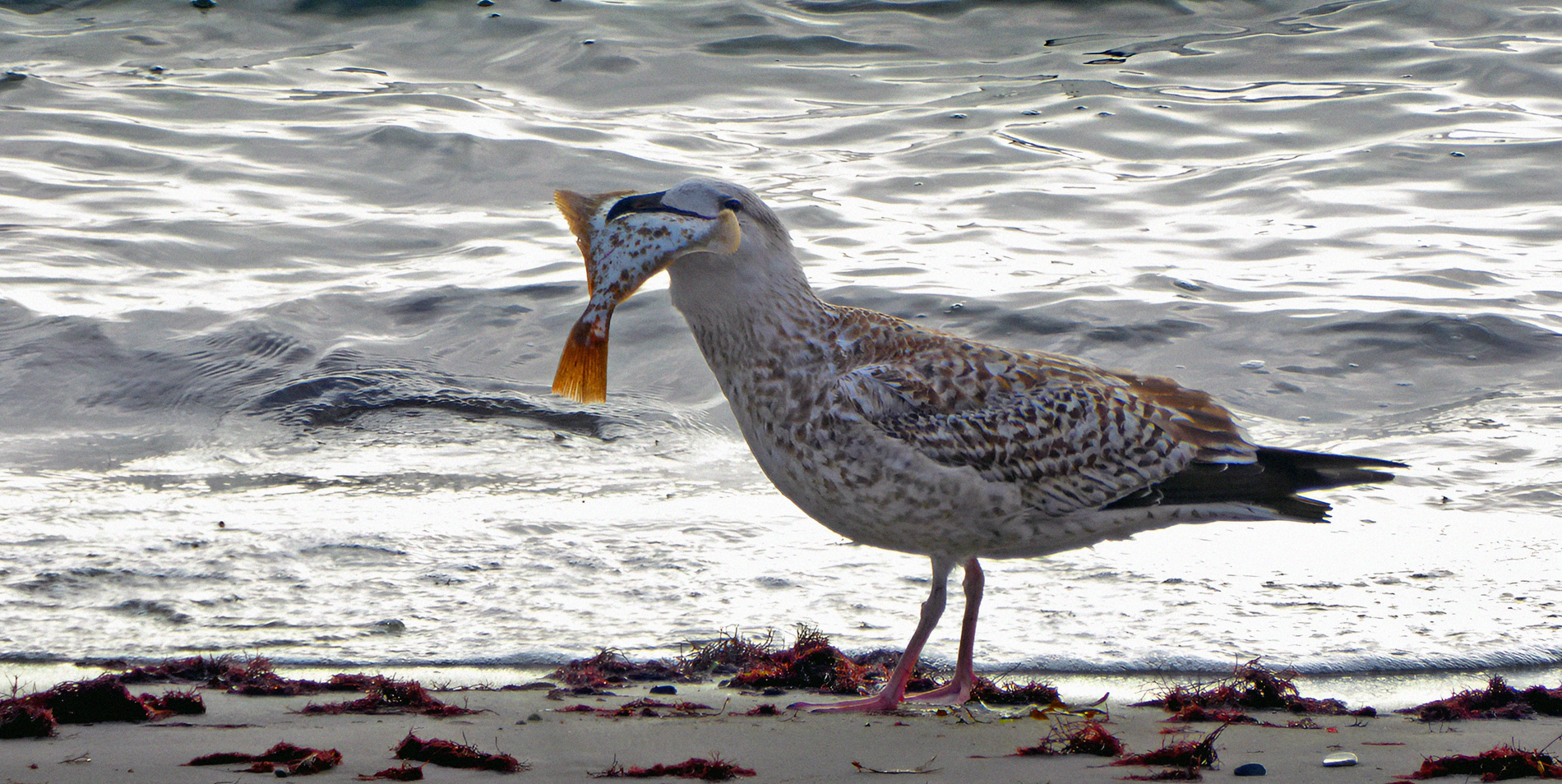
Eine junge Silbermöwe schluckt einen ganzen Plattfisch

Die Silbermöwe zeigt aufgrund ihres opportunistischen Nahrungsverhaltens ein sehr breites Nahrungs- und Beutespektrum. Oft wird ein lokal oder saisonal reiches Nahrungsvorkommen ausgiebig und auch einseitig genutzt. Wenn aber ein solches nicht vorhanden ist, ist die Art recht erfinderisch im Auftreiben von Ersatz. Im Verlauf der Jahreszeiten, regional oder bei einzelnen Vögeln können die Schwerpunkte unterschiedlich gesetzt sein.
Tierische Nahrung macht einen großen Anteil aus, jedoch spielt Fisch eine geringere Rolle, als oft berichtet. Dies trifft mehr auf die Mittelmeermöwe zu. Da die Silbermöwe ihre Nahrung vorwiegend in der Gezeitenzone sucht, stellen Krebs- und Weichtiere – insbesondere Strandkrabbe und Nordseegarnele sowie die Gemeine Herzmuschel, Miesmuscheln und die Baltische Plattmuschel – den Hauptanteil. Im Sommerhalbjahr steigt der Anteil an Krebstieren teils auf bis zu 90 %, im Winter dominieren meist Muscheln. In geringeren Anteilen kommen weitere Crustaceen- und Molluskenarten, Fische, Stachelhäuter, Insekten, Vogeleier oder Jungvögel oder sogar Kleinsäuger bis zur Größe von Jungkaninchen hinzu. Kleinvögel werden bisweilen auf dem Zug über das Meer erbeutet, wenn sie erschöpft und leicht zu fangen sind. Größere Tiere werden allenfalls als Aas aufgenommen.
Silbermöwen erbeuten und fressen darüber hinaus diverse Singvögel und jagen anderen Seevögeln Beute ab. Die Vogelwarte Helgoland bestätigte, dass, neben Teichhuhn, Wachtel und Merlin, auch größere Vögel, wie die Ringeltaube, mit auf dem Speiseplan stehen.
Pflanzliche Nahrung nimmt nur einen geringen Stellenwert ein. Sie wird meist unbewusst in Form von Algen oder kleinen Pflanzenteilen zusammen mit anderer Nahrung gefressen. Gelegentlich werden aber auch Beeren oder Getreide verzehrt.
Menschliche Abfälle können – vor allem im Winter – einen bedeutenden Anteil der Nahrung ausmachen. Diese werden vorwiegend auf Mülldeponien, in Fischereihäfen und an Schlachthöfen gesucht, die Möwen folgen aber auch Fischkuttern und Ausflugsdampfern, nutzen den verklappten Müll größerer Schiffe oder durchsuchen Abfallbehälter. Hierbei nehmen sie auch Unverdauliches wie Kunststoffteile, Silberfolie, Zigarettenfilter oder ähnliches auf, das jedoch ebenso wie Schalenreste von Muscheln und Krebstieren als kugel- bis eiförmige Ballen wieder ausgewürgt wird.
Experimentell konnte außerdem gezeigt werden, dass Silbermöwen menschliche Ernährungsweisen beobachten und imitieren.

## Fortpflanzung

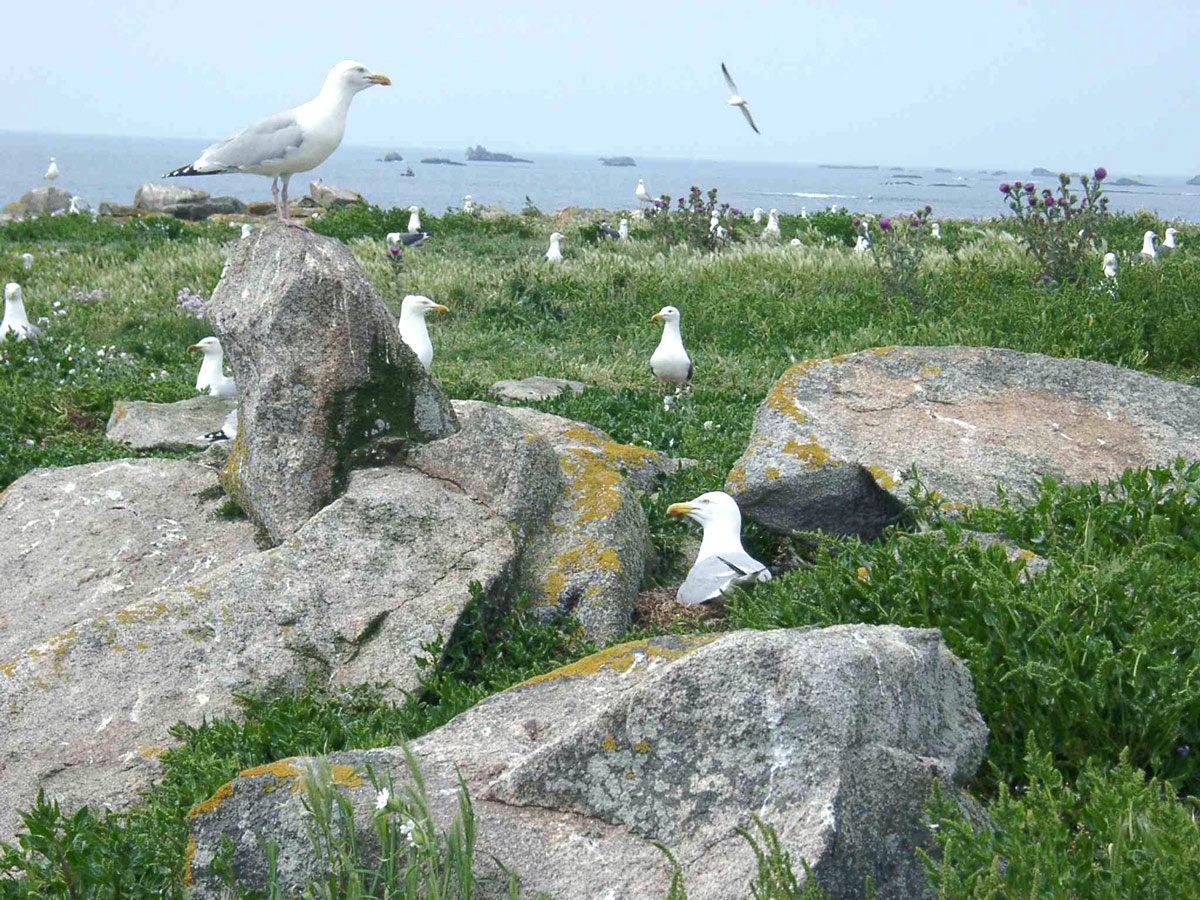
Brutkolonie der Silbermöwe

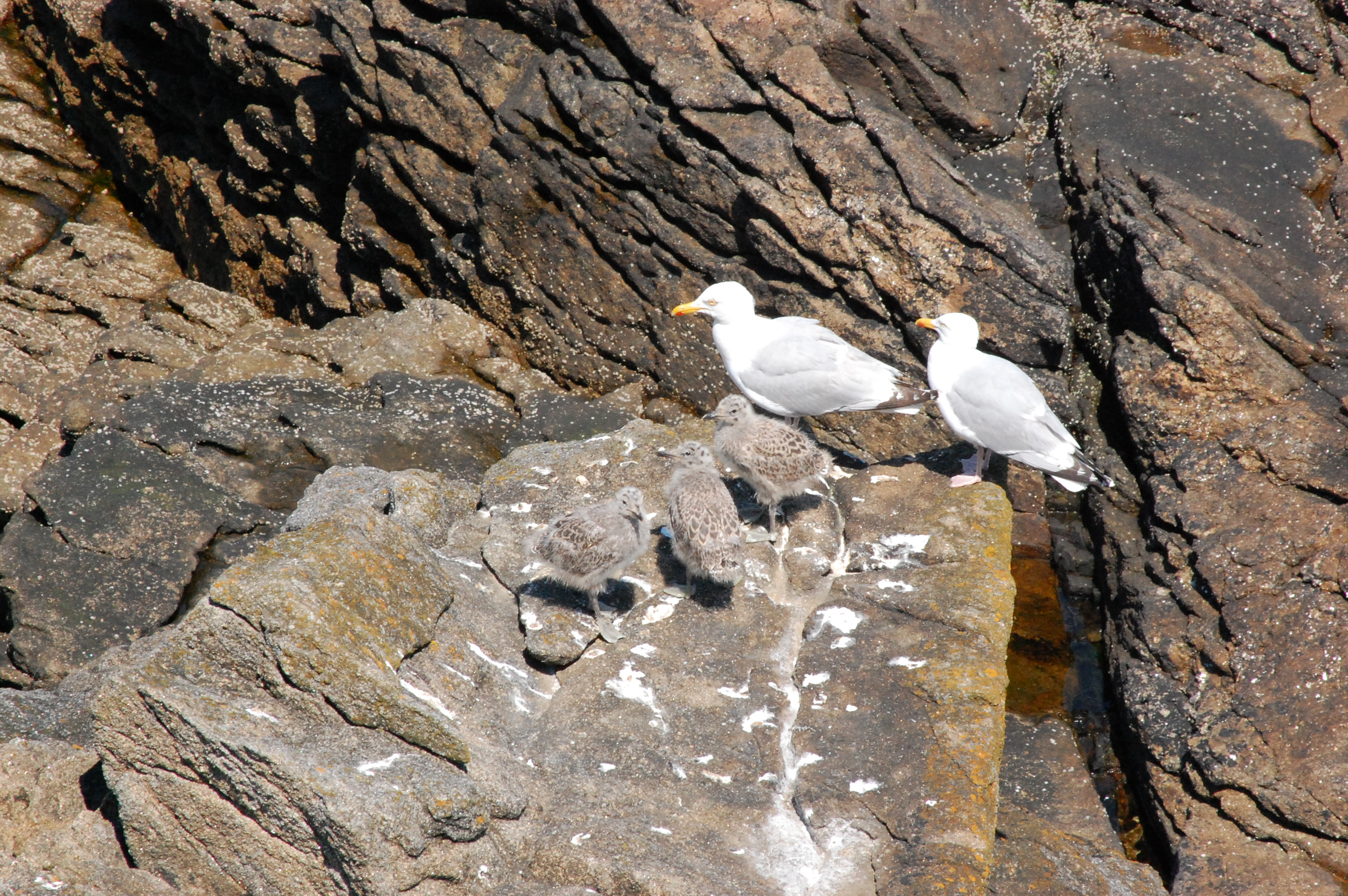
Silbermöwenpaar mit drei Jungvögeln in der Bretagne

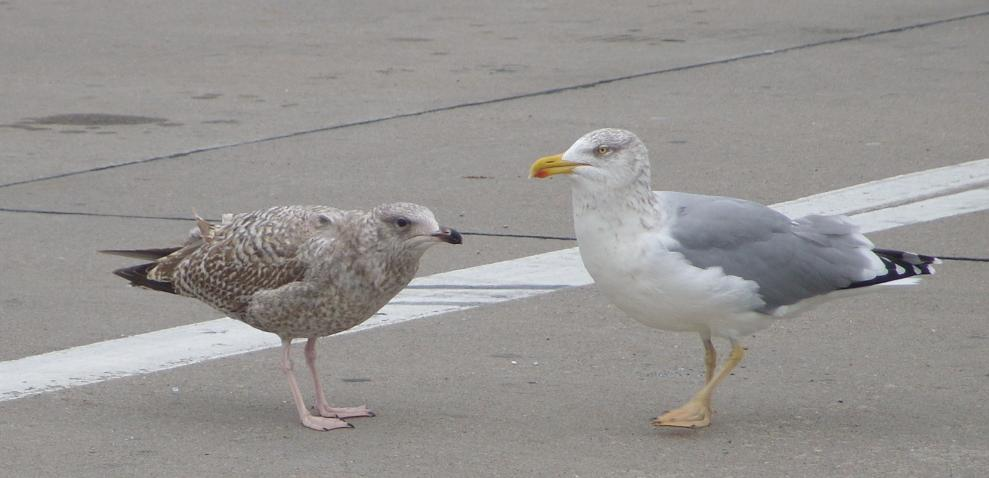
Junge Silbermöwe in demütiger „Buckelhaltung“ beim Erbetteln von Nahrung

Silbermöwen erlangen erst zwischen dem 3. und 7. Lebensjahr Geschlechtsreife. Manche Vögel brüten ab dem dritten Jahr, meist aber nur bei geringer Nistplatzkonkurrenz und außerhalb von Kolonien. Der überwiegende Teil schreitet erst ab dem fünften Jahr zur Brut.
Es findet eine Jahresbrut statt. Bei Verlust kann es bis zu zweimal, in seltenen Fällen auch ein drittes Mal zu Nachgelegen kommen.
Silbermöwen führen eine monogame Saisonehe und Wiederverpaarungen in Folgejahren sind aufgrund der hohen Brutorts- und Partnertreue sehr häufig. Bei vielen Partnern kommt es daher zu einer monogamen Dauerehe. Bisweilen gibt es dabei Unregelmäßigkeiten wie beispielsweise eine zwischenzeitliche, teils sogar mehrjährige Verpaarung mit anderen Partnern unter Fortbestand der alten Paarbeziehung oder Balzhandlungen mit anderen Partnern. Teilweise wurden regelrechte Dreiecksbeziehungen über mehrere Jahre dokumentiert.

### Kolonien und Revierverhalten
Silbermöwen brüten einzeln oder in Kolonien, deren Größe zwischen unter 10 und über 15.000 Brutpaaren liegen kann. Der Nestabstand beträgt meist um 1,85 m, kann aber auch nur etwa 60 cm betragen, wenn Sichtbarrieren zwischen den Nestern liegen. Das Territorium eines Paares erstreckt sich über die Umgebung eines ursprünglichen „Standplatzes“ des Männchens, in dessen Nähe auch später das Nest errichtet wird. Die Grenzen sind relativ diffus und die Reviergröße ist von der Dominanz und der Verteidigungsbereitschaft des jeweiligen Männchens abhängig.
Die Kolonien werden von Einzelvögeln ab Oktober, meist aber erst im Februar wiederbesetzt. Zunächst ist die Kolonie oft nur bei Hochwasser belebt, während sich bei Ebbe alle Vögel bei der Nahrungssuche im Watt befinden. Erst ab Mitte März ist eine dauerhafte Besetzung zu verzeichnen.

### Paarbildung und Balz
Die Paarbildung erfolgt bei langjährigen Paaren nicht selten schon im Winter, so dass viele bereits verpaart an den Brutplätzen eintreffen. Bei Erstbrütern findet die Partnerwahl im „Klub“ statt und obliegt dem Weibchen, das sich ein Männchen mit einem Territorium aussucht. Die Annäherung erfolgt sehr langsam. Zunächst reagiert das Männchen noch mit Drohen oder Vertreibung, während das Weibchen versucht, sich mit demütiger „Buckelhaltung“ als Weibchen zu erkennen zu geben. Hat dies – oft erst nach einigen Tagen – Erfolg, ändert sich die Reaktion des Männchens, das das eintreffende Weibchen nun mit einer Rufreihe („Jauchzen“) empfängt. Von nun an kommt es regelmäßig zu Balzfütterungen und Kopulationen. Dieser Vorgang wird durch ein Kopfnicken des Weibchens eingeleitet, bei dem es den Kopf fast senkrecht in den Nacken wirft und dann wieder senkt. Dabei geht es um das Männchen herum und fängt an, bettelnd nach der Kehle des Männchens zu schnappen. Dabei ist der Schnappruf – ein leises a-u – zu vernehmen. Das Männchen reagiert mit Imponierverhalten, indem es umstehende Rivalen angreift, mit Fütterung des Weibchens oder mit Nestlocken, bei dem es das Weibchen zu einem potentiellen Neststandort hinführt. Beide Partner verfallen dann unter glucksenden Lauten in ritualisierte Nestbauhandlungen. Die Kopula wird oft durch Bettelverhalten des Männchens ausgelöst und von beiderseitigem Kopfwippen eingeleitet.
Betteln und Balzfüttern sind oft schon im Winter zu beobachten, Kopulationen erst etwa 30 Tage vor der Eiablage. Der Höhepunkt des Balzverhaltens wird etwa 10 Tage vor Legebeginn erreicht. Nach der Eiablage endet es relativ schlagartig.

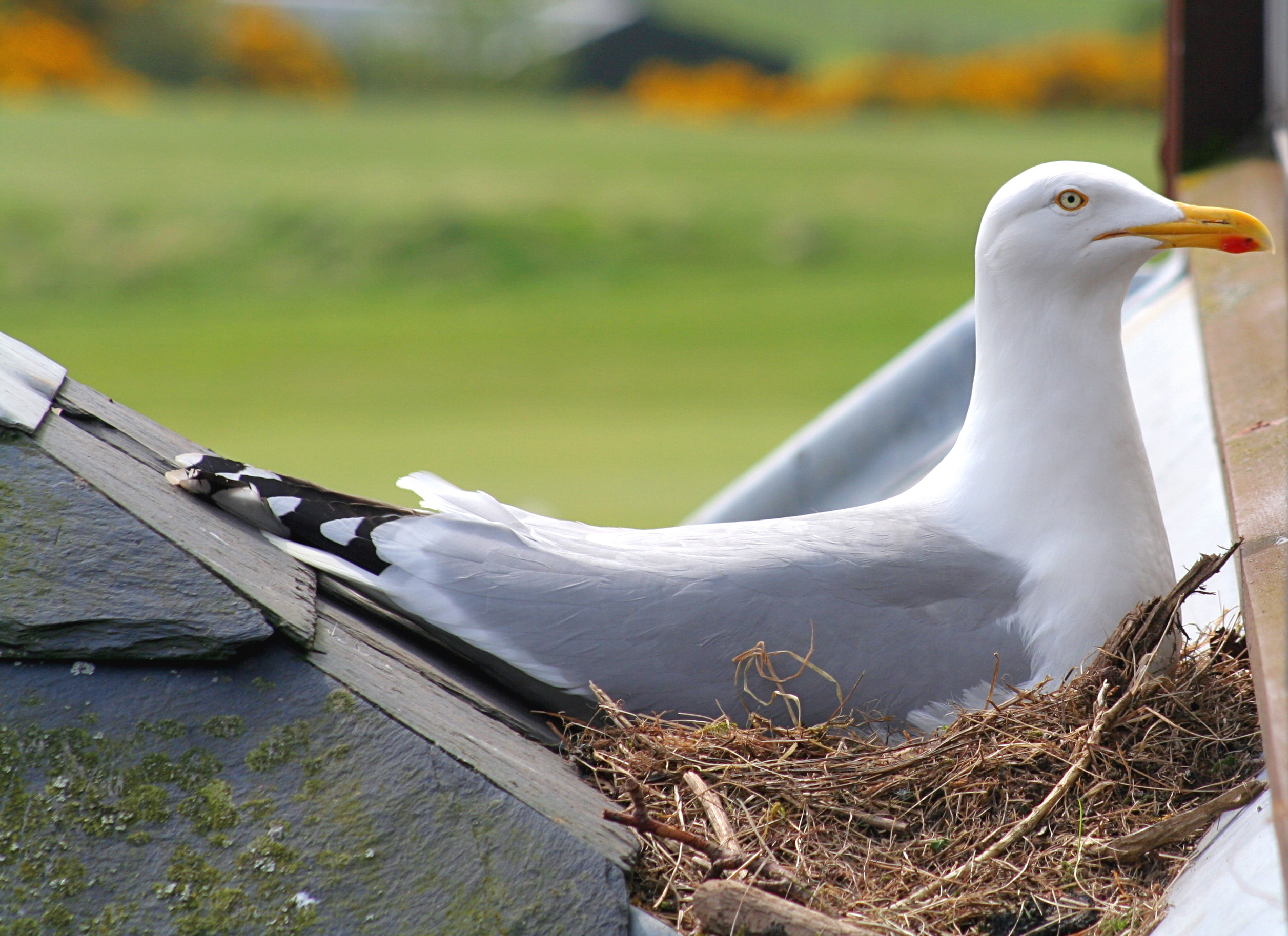
Brütende Silbermöwe auf einem Dach
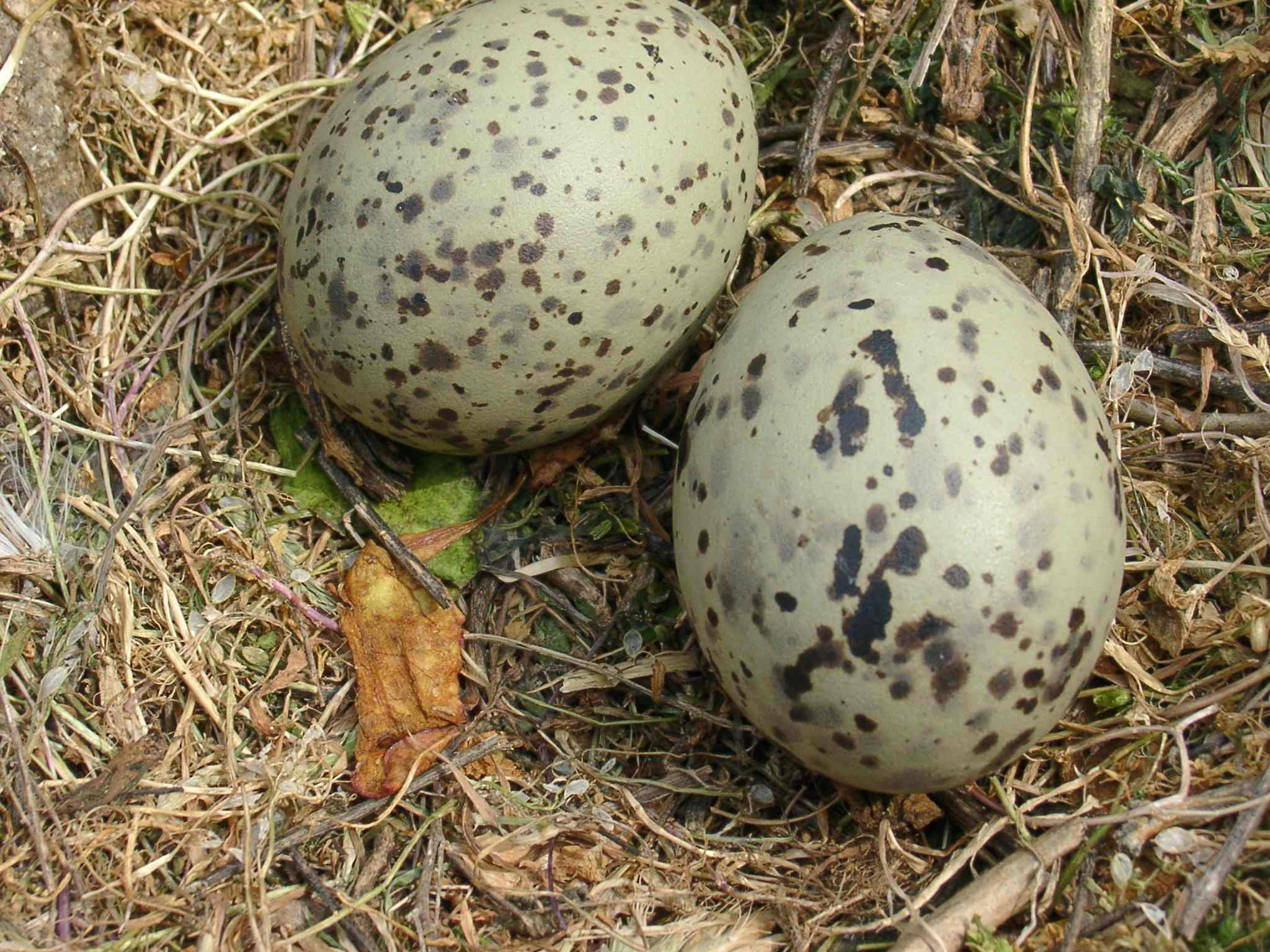
Silbermöwengelege
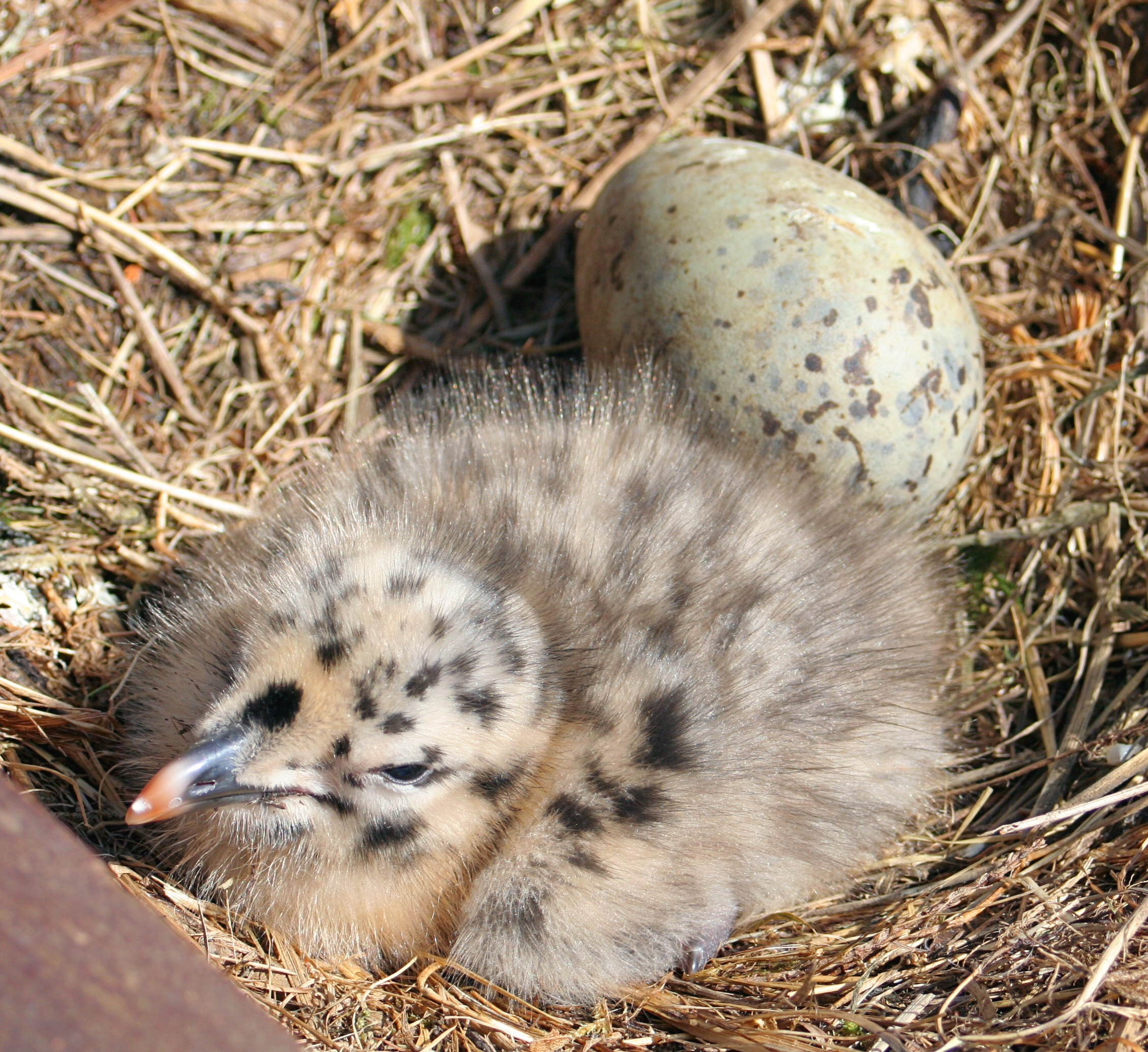
Dunenjunges
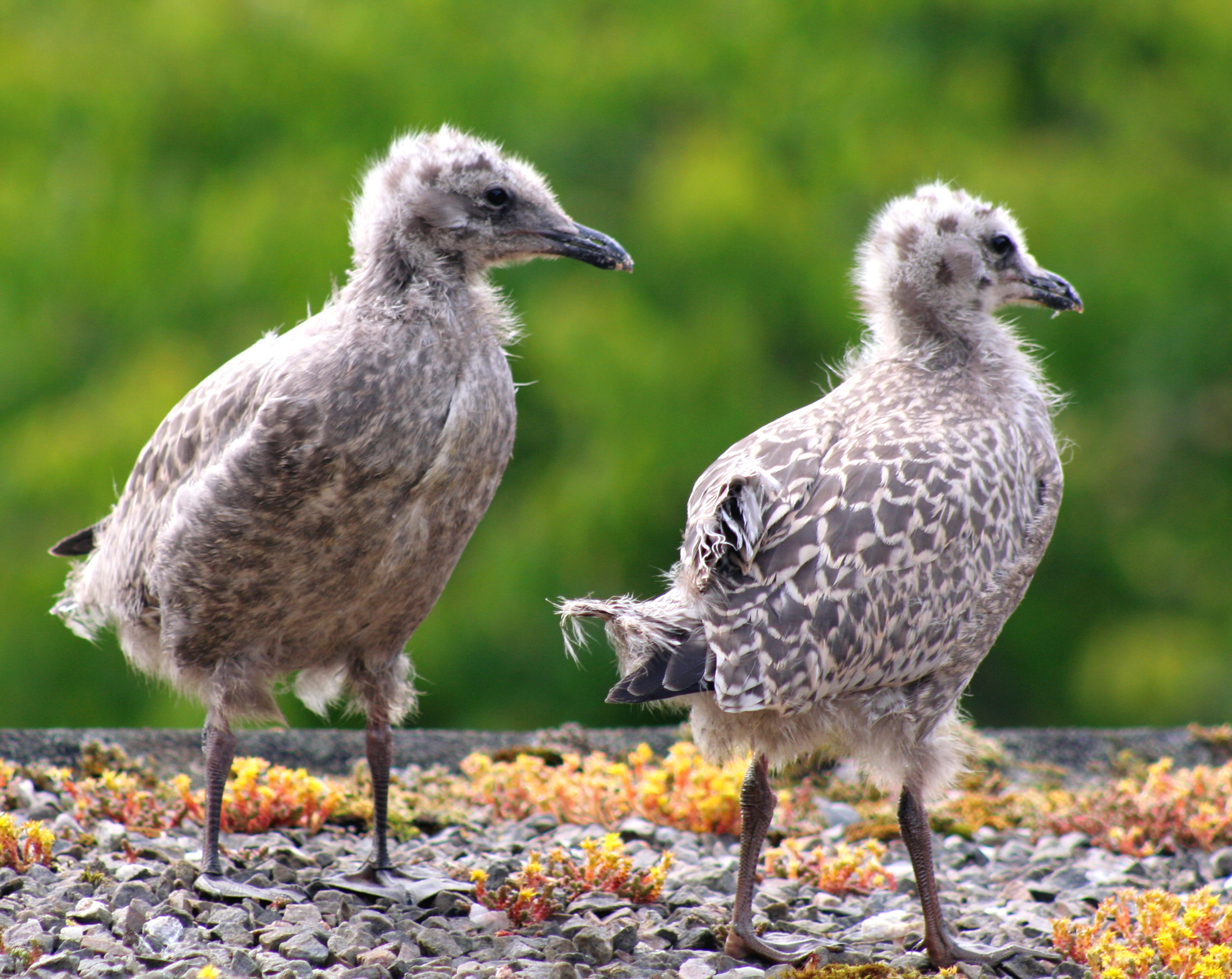
Junge Silbermöwen, die vom Dunenkleid ins Jugendkleid wechseln

### Nestbau, Bebrütung und Jungenaufzucht

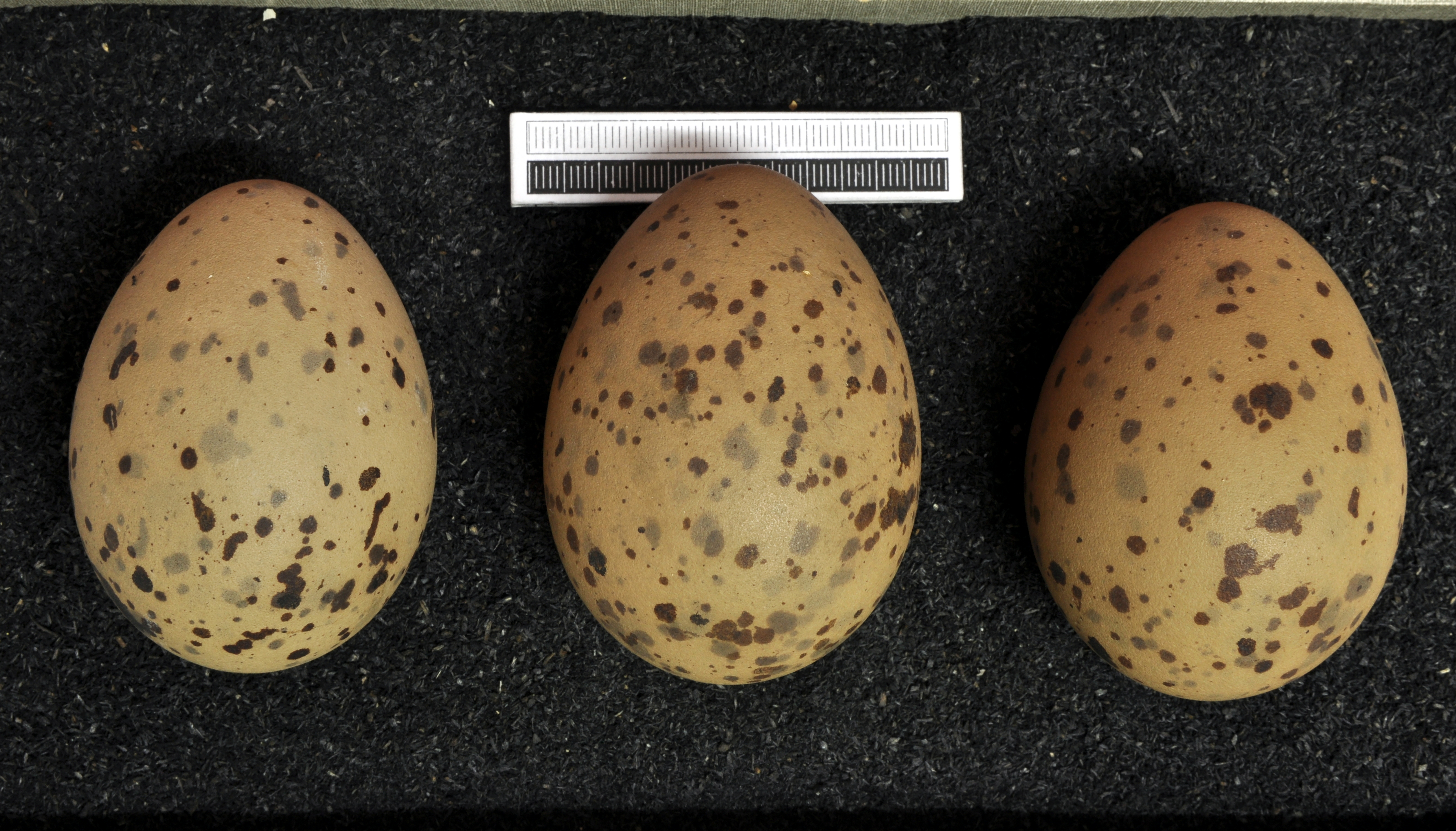
Gelege, Sammlung Museum Wiesbaden

Das Nest wird an überflutungssicheren Standorten und oft im Schutz der Vegetation errichtet. Nicht selten steht es in der Nähe einer auffälligen Markierung, wie etwa Büschen, Felsen, Pfählen, Brettern oder Kisten. Manchmal befindet es sich auch „überdacht“ in einem Standhaferbulten.
Vor dem Nestbau werden Spielnester in Form einfacher Mulden errichtet, häufig entwickelt sich dann daraus das endgültige Nest. Es besteht aus einer teils voluminösen Anhäufung aus Pflanzenteilen wie Gras oder Tang. Ist kein Nistmaterial vorhanden, bleibt es bei einer ausgescharrten Mulde, die mit Mauserfedern ausgekleidet wird.
Die Eiablage beginnt Mitte April, in Nordskandinavien und auf den Ost- und Westfriesischen Inseln etwas später. Die Hauptlegezeit liegt im Mai, ab Mitte Juli werden kaum noch Eier gelegt. Bis Anfang August gibt es dann allenfalls noch Nachgelege.
Das Gelege besteht aus 2–3 glatten und glanzlosen Eiern, die meist auf beigem, hellbraunem oder olivgrünlichem Grund dunkel gefleckt, gepunktet oder bekritzelt sind. Färbung und Zeichnung sind sehr variabel, bisweilen kommen auch bläulichweiße, cremefarbene oder rosa getönte Eier vor. Die Abmessungen liegen bei 70 × 50 mm.
Die Eier werden im Abstand von 2–3 Tagen gelegt und vom ersten Ei an bebrütet, wobei sich die Partner abwechseln. Die Brutdauer liegt zwischen 25 und 33 Tagen.
Junge Silbermöwen sind Platzhocker, die in den ersten Tagen noch viel gehudert werden. Nach 35–59 Tagen werden sie flügge. Weitere 19–47 Tage halten sich die Jungvögel in der Nähe der Eltern auf und werden noch gefüttert – in seltenen Fällen sogar bis zur nächsten Brut.

## Sterblichkeit und Alter
Wie Ringfunde und Ablesungen beringter Tiere zeigen, können Silbermöwen über 20, in einzelnen Fällen sogar über 30 Jahre alt werden. Eine in den Niederlanden beringte Möwe erreichte ein Alter von 34 Jahren und neun Monaten, eine in Deutschland beringte Möwe war 30 Jahre alt.

## Systematik
Die interne Systematik der Gattung Larus ist äußerst komplex, und besonders die Erforschung der taxonomischen Verhältnisse innerhalb des Formenkreises argentatus-fuscus (Silber- und Heringsmöwe) waren in den letzten Jahrzehnten eine besondere wissenschaftliche Herausforderung, die teils nach wie vor besteht. Viele Fragen sind bislang nicht abschließend geklärt, und auch aktuelle Vorschläge für Nomenklatur und Taxonomie sind nicht unumstritten.
1925 gliederte Jonathan Dwight die mittelgroßen, auf der Nordhalbkugel verbreiteten Großmöwen in Silbermöwe (L. argentatus), Kaliforniermöwe (L. californicus), Weißkopfmöwe (L. cachinnans), Heringsmöwe (L. fuscus), Westmöwe (L. occidentalis), Kamtschatkamöwe (L. schistisagus), Beringmöwe (L. glaucescens), Eismöwe (L. hyperboreus) und Polarmöwe (L. glaucoides). Diese Einteilung blieb nicht unwidersprochen; so vereinigte 1934 Boris Stegmann alle vorgenannten Arten im Taxon Silbermöwe (L. argentatus), andere Autoren fassten die Silbermöwe mit anderen Taxa (z. B. Weißkopf- oder Eis- und Polarmöwe) zusammen, und einige zweifelten die Zugehörigkeit diverser Unterarten an.
Bei Untersuchungen der mitochondrialen DNA stellte sich zu Anfang des 21. Jahrhunderts heraus, dass einige der von Dwight definierten Taxa paraphyletisch sind. Heute spricht vieles für eine Aufteilung der Silbermöwe in ein amerikanisches, ein europäisches und ein ostsibirisches Taxon.
Gründe für einen Artstatus der amerikanischen Form sind neben DNA-Befunden die biogeografische Isolation sowie Unterschiede im ersten Winterkleid und in den stimmlichen Äußerungen. Letztere weichen so stark ab, dass europäische Silbermöwen auf Klangattrappen mit den Rufen amerikanischer Vögel nicht reagieren.
Ungeklärt ist immer noch der Status der ostsibirischen Form vegae. Einige Autoren betrachten diese als eigene Art (L. vegae), nach Erkenntnissen von 2008 ist sie jedoch als Unterart der Amerikanischen Silbermöwe zu betrachten. Zudem wäre die bisher zur Steppenmöwe (L. cachinnans) gestellte Form mongolicus ebenfalls in dieses Taxon einzugliedern.

## Bestandsentwicklung

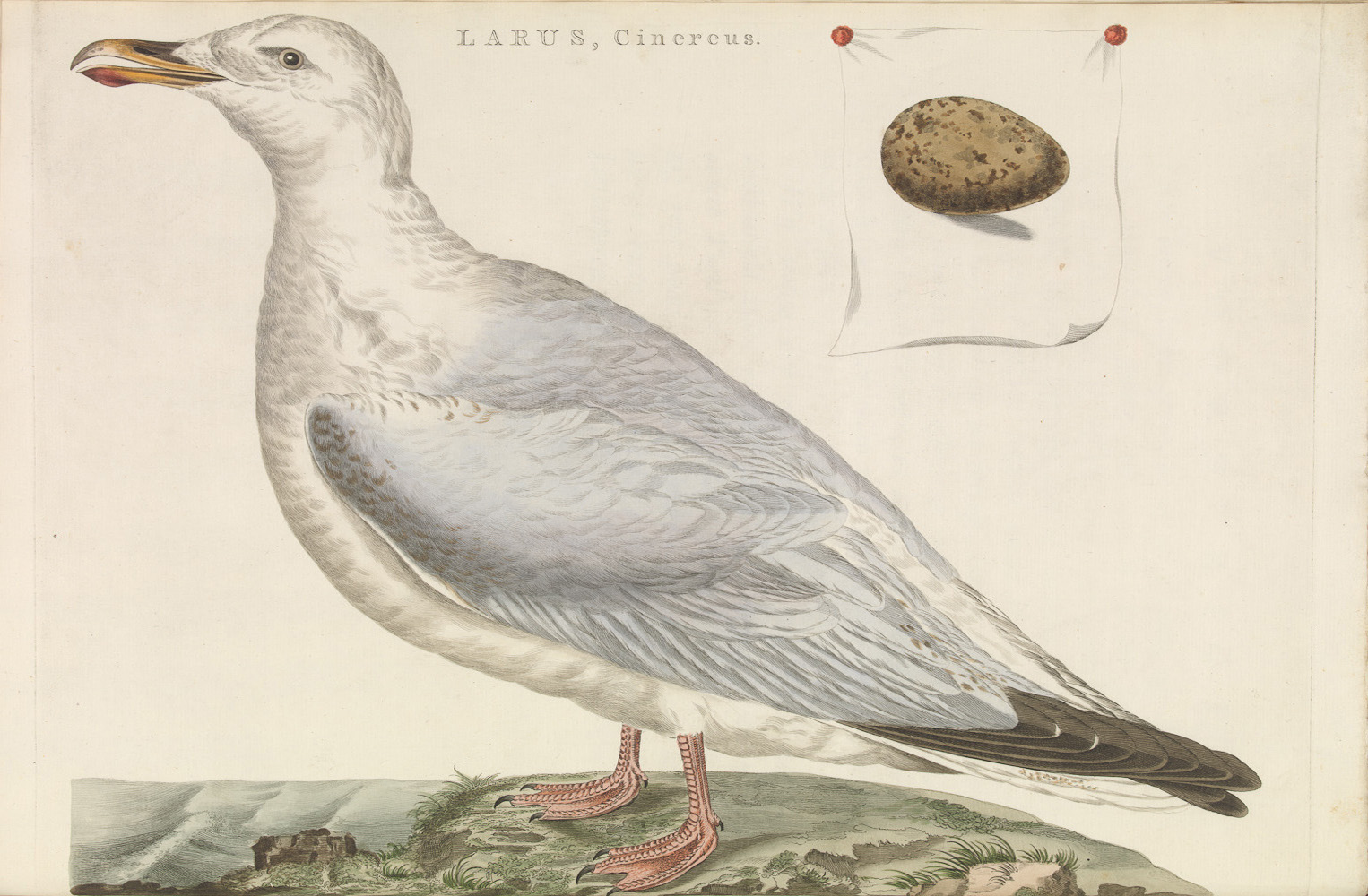
Silbermöwe in Nederlandsche Vogelen 1797

Der Bestand der Silbermöwe umfasst etwa 700.000–850.000 Brutpaare; die größten Bestände halten Großbritannien und Norwegen, gefolgt von Frankreich, Schweden, den Niederlanden, Dänemark und Deutschland.
Im Laufe des 20. Jahrhunderts hat sich der Bestand in diesen Ländern drastisch erhöht. Zunächst erholten sich die Populationen nach dem Ersten Weltkrieg, nachdem kommerzielles Eiersammeln verboten und die Art in zahlreichen Seevogelschutzgebieten unter Schutz gestellt worden war. Dies hatte beispielsweise zur Folge, dass Island in den späten 1920er Jahren erstmals besiedelt wurde. Ein zweiter Anstieg der Populationen war in den 1950er Jahren zu spüren. Ursächlich hierfür waren die zunehmende Anpassung an den menschlichen Siedlungsbereich, wo zahlreiche Nahrungsquellen wie Mülldeponien oder Fischfabriken für ein ganzjähriges Angebot und geringere Wintersterblichkeit sorgten. Neben einer Bestandszunahme waren eine weitere Ausbreitung nach Norden und ein vermehrtes Vordringen von Überwinterern ins Binnenland zu beobachten.
Insgesamt stiegen die Bestände in Dänemark um das Zwanzigfache und in Deutschland um das Fünfzehnfache. In den Niederlanden verfünffachten sich die Bestände; in Großbritannien gab es ein jährliches Wachstum von 13–14 %. Dem wurden teils massive Dezimierungsbemühungen wie das systematische Zerstören von Gelegen, Vergiften oder der Abschuss ganzer Kolonien entgegengehalten. Ziel war es meist, die Bestände anderer Seevogelarten wie Seeschwalben oder Watvögel zu schützen. Die Bekämpfungsmaßnahmen blieben aber weitgehend ohne Erfolg oder bewirkten das Gegenteil, denn entstehende Lücken wurden schnell wieder durch Zuwanderung aufgefüllt oder die weitere Verbreitung durch schnelle Umsiedlungen gefördert. Lediglich in Großbritannien führten die Bekämpfungsmaßnahmen in Verbindung mit Botulismus, Salmonellenvergiftungen und besserer Abfallverwertung zu einem 50%igen Rückgang zwischen 1969 und 1987. Neueren Untersuchungen und Sichtweisen zufolge sind die populationsökologischen Auswirkungen räuberischer Verhaltensweisen von Arten wie der Silber- oder der Sturmmöwe gering. Ursächlich für den Rückgang anderer Seevogelarten sind in erster Linie Biotopzerstörung, Pestizideinwirkungen und Störungen am Brutplatz. Wirksame Möglichkeiten zur Bestandsregulierung von Großmöwen dürften zudem statt in der Bekämpfung eher in der Begrenzung des überreichen Nahrungsangebots an Mülldeponien aufgrund einer verbesserten Abfallwirtschaft liegen.